# 楢下
楢下（ならげ）は、山形県上山市の大字。
近世の楢下宿駅があり地内には茅葺き造りの家屋が点在している。地理的条件から、古来より水害に悩まされており現在の集落形態になるまで幾度も移転があった。

## 地理

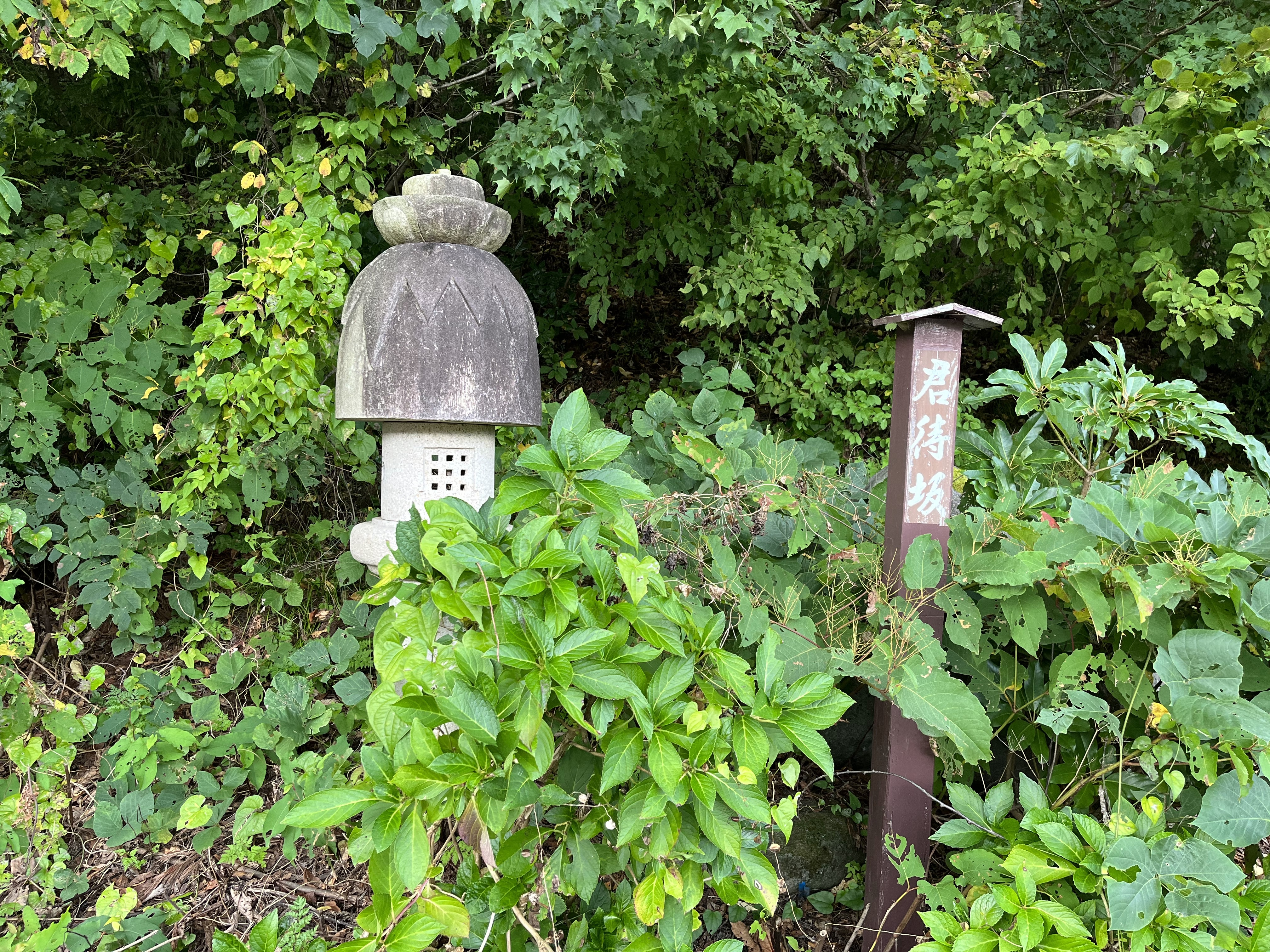
君待坂

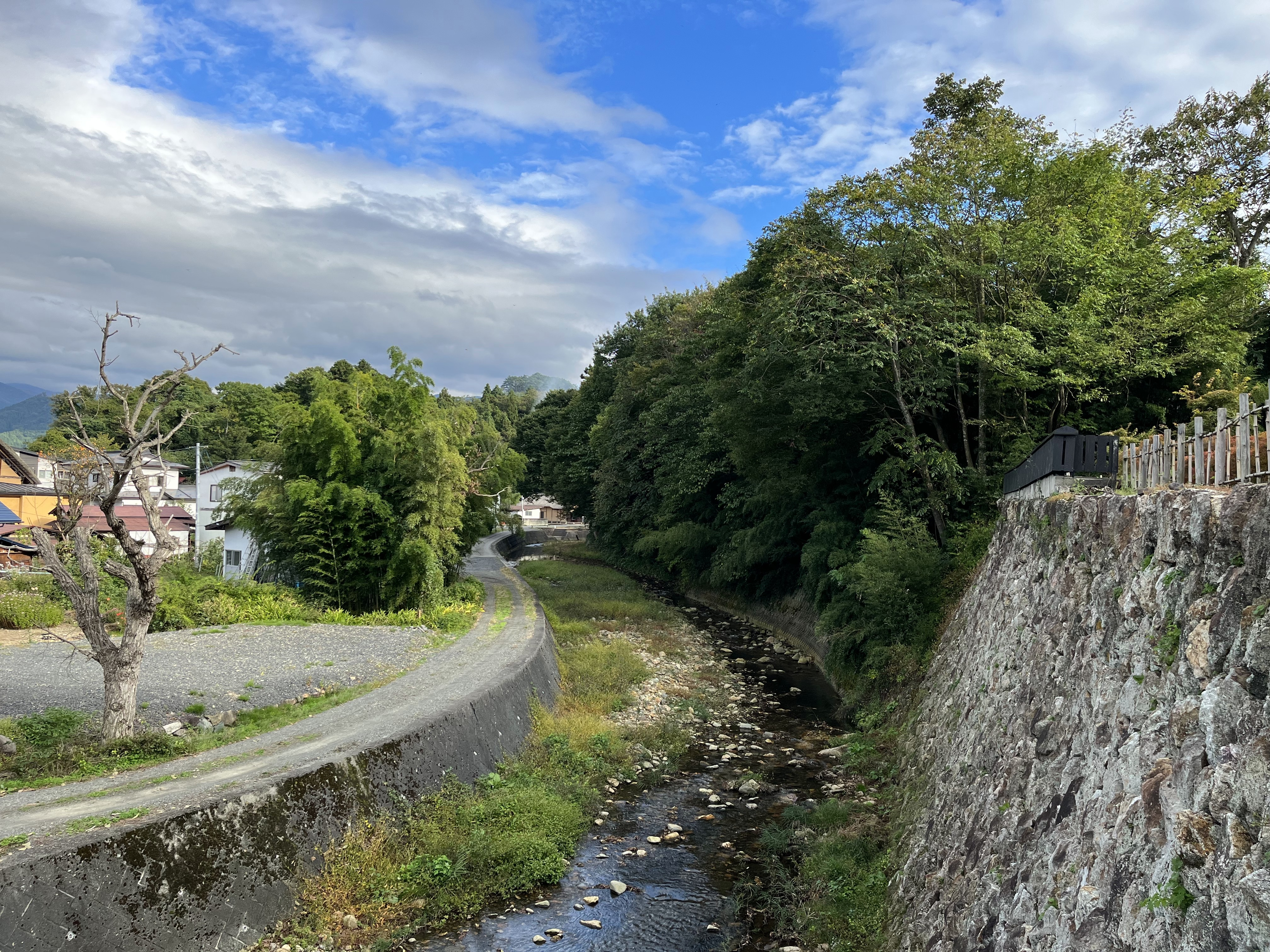
楢下地内を流れる金山川

楢下は上山市の南南東約7.5キロメートル、須川上流の河岸段丘上に位置し標高は255～280メートル。地内の北側では楢下の真ん中を通る金山川と須川が合流する。上山市街から須川沿いに南下し、関根、皆沢、楢下、金山峠を越えて宮城県七ヶ宿町の干蒲、湯の原に通ずる道が江戸時代の津軽藩や秋田藩など奥羽十三藩が参勤交代時に通る羽州街道（奥州街道桑折宿から分かれる脇往還）だった。そのため、当時楢下は宿場町として本陣、脇本陣、問屋、旅籠屋を備えており、湯殿山参りの行者や商人たちで賑わっていた。また、金山峠から赤山集落を過ぎて北に約1.5キロメートル進むと楢下の町頭に差し掛かり、以前はここには柵門と番所があった。中心部の街路がコの字状で新町、下町、横町、上町、に区分されている。街道沿いに南に進むと枝郷の赤山、金山に通ずる。

## 歴史

### 旧石器時代〜古代
上山市を南から北へ流れる須川上流は河岸段丘で、その両岸には多くの縄文時代の遺跡が発見されている。須川北岸段丘には牧野遺跡がある一方、対岸の楢下地内では、台の上遺跡（縄文前期～中期）や手塩塚遺跡（縄文後期）、などが発見されている。そのほかにも、須川南岸段丘には元屋敷遺跡や関渡戸遺跡などがある。また、台の上遺跡は別名「楢下館」と呼ばれており、高い段上面に連続して中期の遺跡が分布していることから、牧野遺跡、煙硝蔵弥生遺跡に並び須川流域の大規模な遺跡の例としても挙げられている。これは、段丘壁に湧水があるため飲料水を確保しやすく、動植物の捕獲・採集にも都合がよかったことから、縄文時代中期の数百年に渡り大集落が形成されたとされている。

#### 地名の由来
天平時代（729年～805年）、一人の旅人が都から楢下村にたどり着いた。宿に困っていた旅人は楢の大樹の下で一夜を明かした。そこで「夏山の楢の下葉を吹く風に　幾夜旅寝の夢やさむると」と一首詠み旅立った。それから当地を楢下と呼ぶようになった。

### 中世

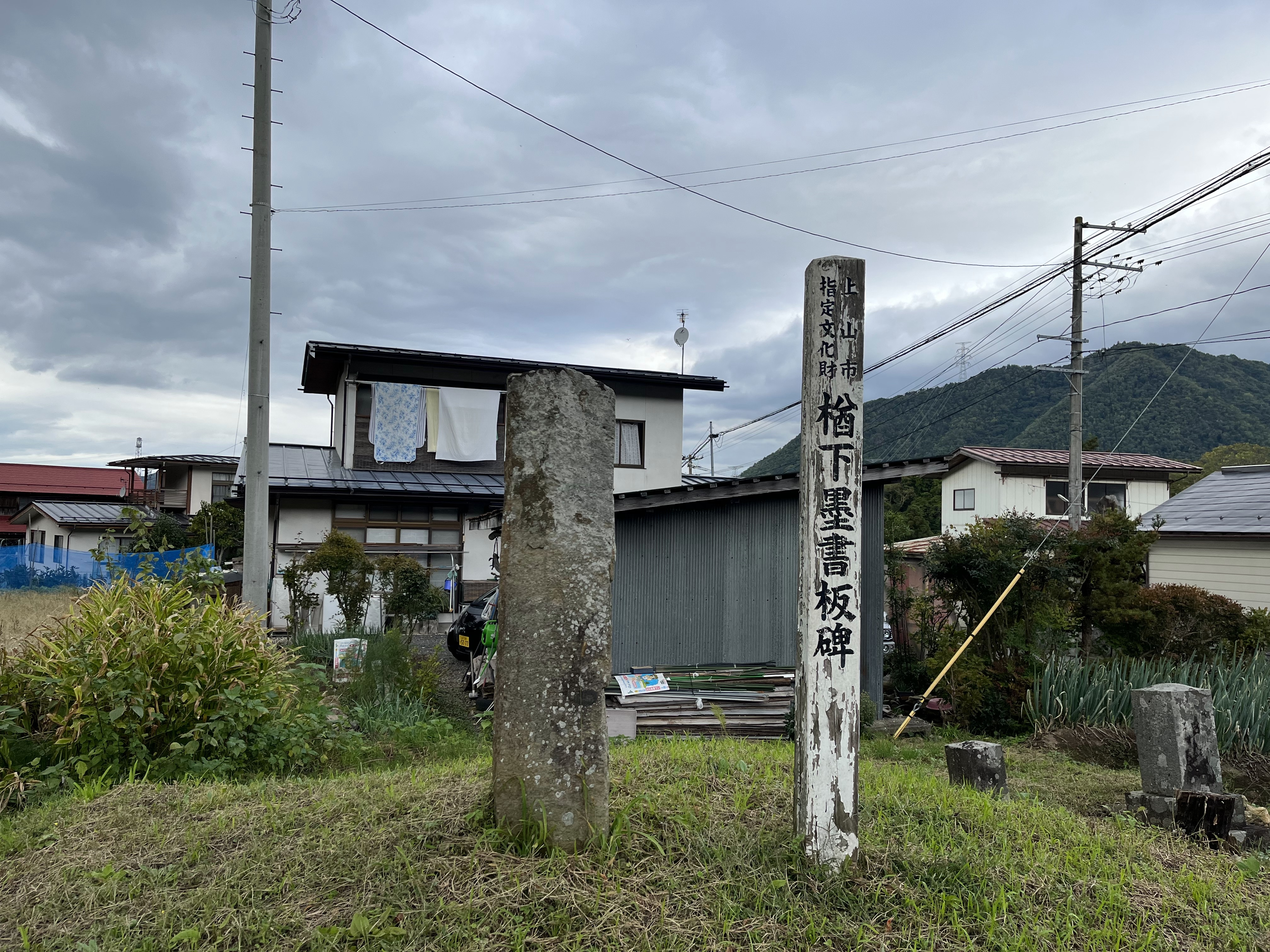
楢下墨書板碑

楢下集落が形成されたのは1400年（応永7年）前後で、板碑や楢下城が築かれていたものの当時はまだ小さな村だった。史料によると、1380年（康暦2年）に最上斯波家が楢下城に到達した頃には「ならげ」と呼ばれていたと考えられている。

#### 楢下城（平林館）
戦国期には、須川と金山川の合流点に向けて南東から伸びる段丘の先端の位置に楢下城（平林館）があったとされている。平林館は最上四八館の最南端に位置し、城の要所に幅三間、深さ二間ほどの外堀が備えられていて、山形の最上家家臣の楢下駿河守貞光、長沼信濃守の名前が残っている。楢下城（平林館）は後述するように、伊達と最上の戦いにおいて重要な役割を果たしていた。1514年（永正11年）、伊達政宗の高叔父にあたる高畑城主伊達稙宗の武将小梁川貞範と長沼信濃守による届橋（現在の十月橋）の戦いでは、信濃守が貞範を敗った。その際、部落は戦火にあい女子供は屋敷穴沢に避難。織田信長の時代になった後、流町に移住した。届橋の戦いの後も伊達軍が再度攻め入り、貞範は信濃守を懐柔し味方につけて、宮脇八幡神社を焼き払いその勢いで高楯城（虚空蔵山）陥落させた。城主であった上山義房は山形方面に敗走した。その後、貞範領主であった約11年間、厳しい課税により領民は苦しい生活を強いられた。しかし、1535年（天文4年）に義房の子義忠により貞範は滅ぼされた。また、同年に義忠は天神森に月岡城を築いた。尚、高楯城陥落の年については1508年（永正5年）説と1521年（大永元年）説がある。また、小梁川貞範の出生年月に関しても正確な年代は特定されておらず届橋の戦いがあった1514年（永正11年）には生まれていないという説もある。

### 近世

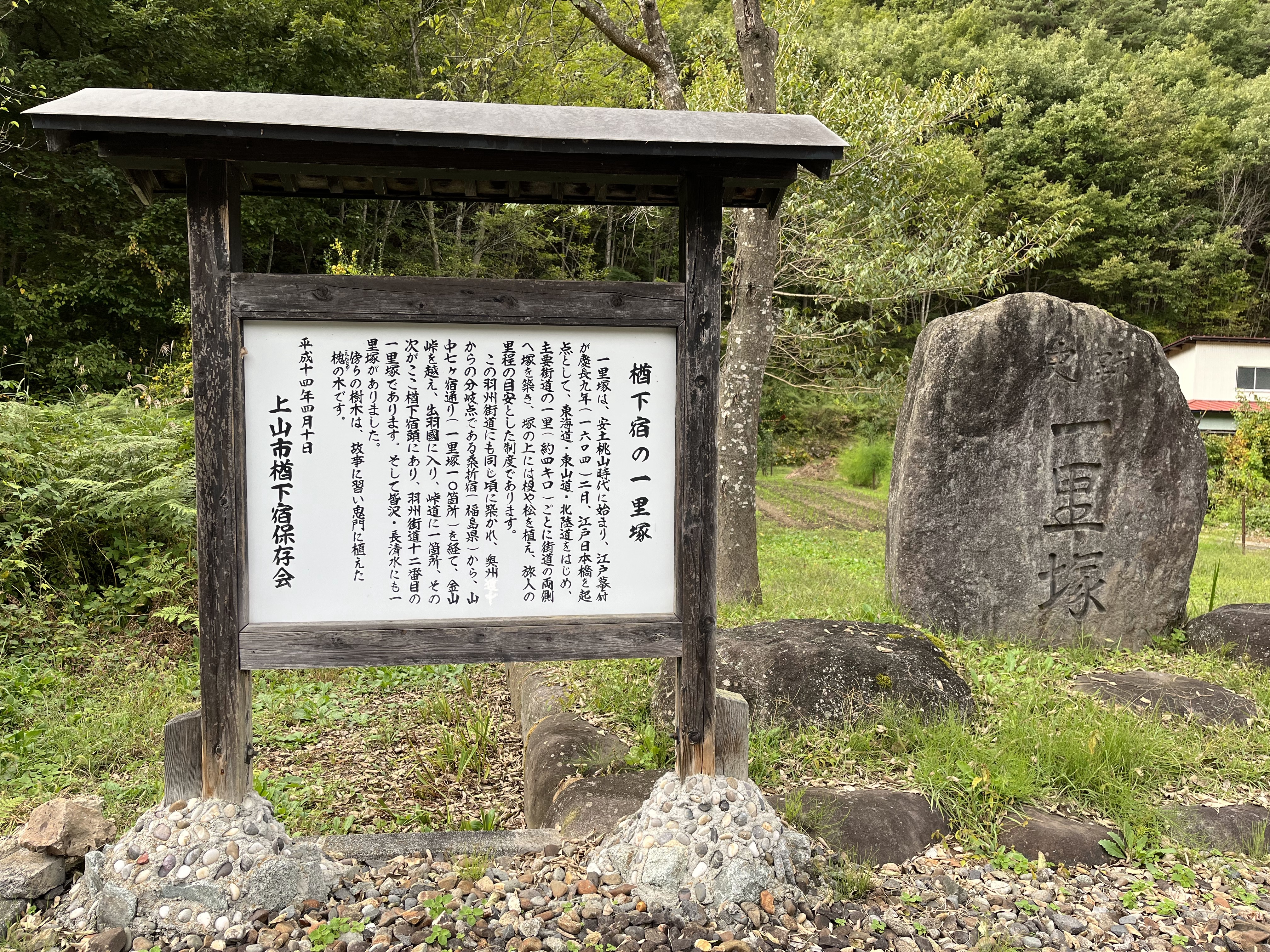
楢下の一里塚

江戸時代、楢下村（枝郷金山、赤山を含む）は上山城近隣に位置する城付領の上郷の本庄郷に属していた。上郷は城廻り、本庄郷、西郷、牧野郷、生居郷、中川郷で構成されており、1698年（元禄11年）の楢下村の村石は524石7斗2升3合で本庄郷では最も大きかった。また、村石は幕末まで大きな変化はなかった。江戸時代初期～中期には、須川右岸の元屋敷、流町にも集落があったものの、街道の振替や再三起こる洪水が原因で金山川左岸に移転。1757年（宝暦7年）に起こった大洪水を機に現在の集落形態となった。

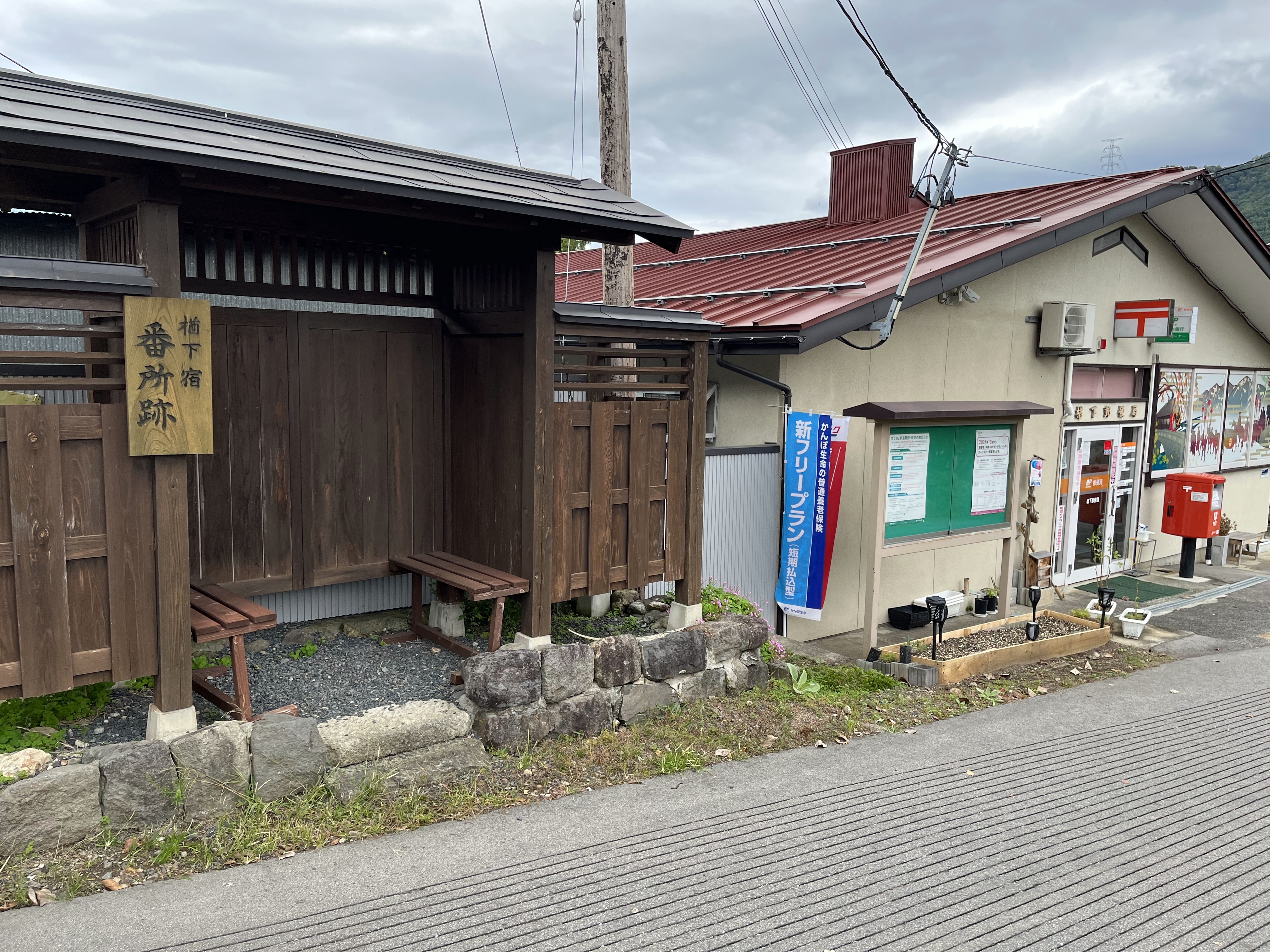
楢下番所跡と隣接する郵便局

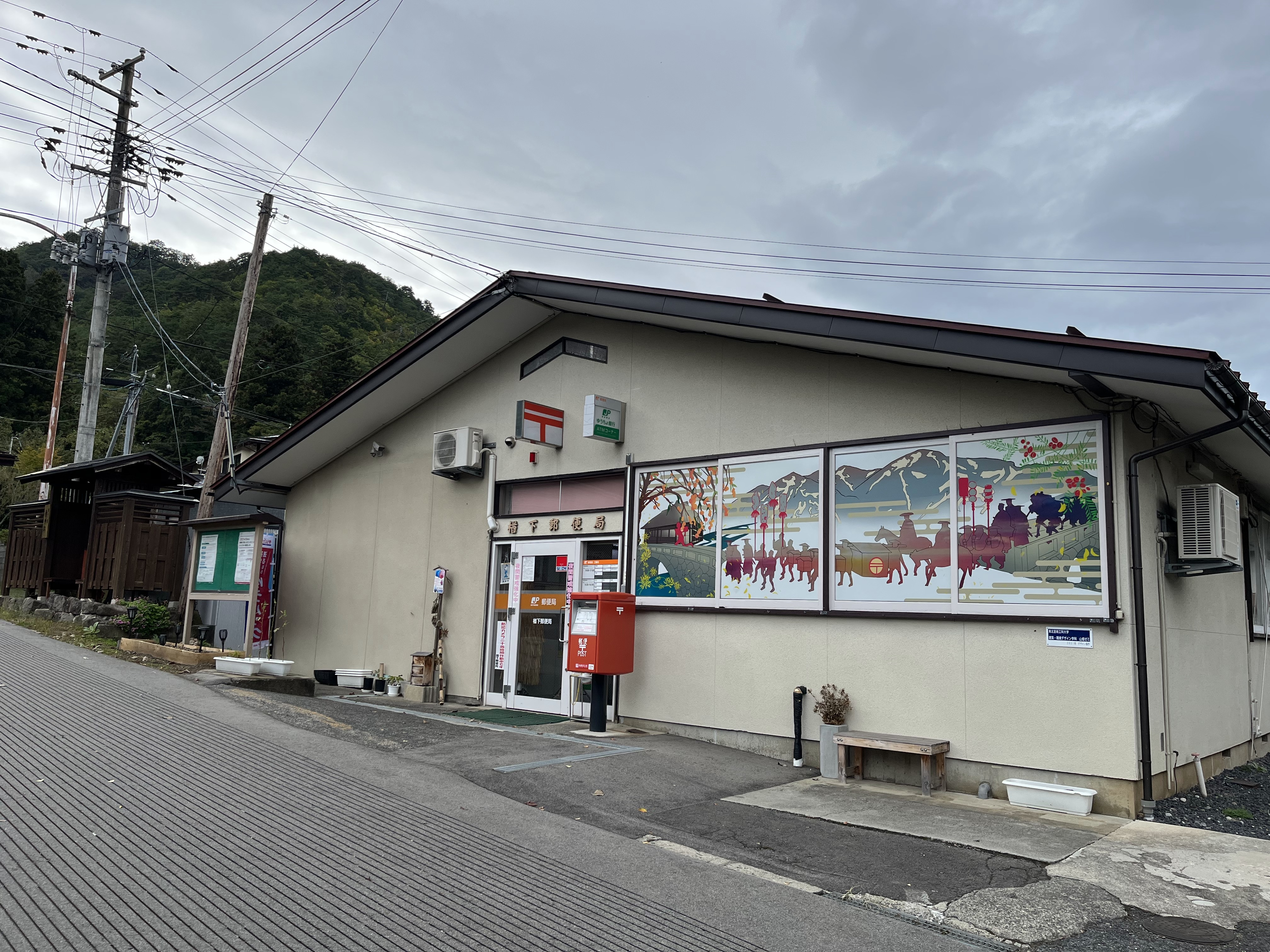
楢下郵便局

1622年（元和8年）に最上家が滅亡し改易。斎藤三右衛門（斎藤七右衛門の祖先）が新たに関所・本陣・問屋を任される。1628年（寛永5年）に死去した後は、長男の孫太夫が番所役人、次男の理兵衛が本陣・問屋を任された。番所は1757年（宝暦7年）に起きた洪水以前は下町にあったものの、その後は新町に移った。尚、楢下郵便局舎が番所跡となっている。

#### 竿打ちと義民樋山文駄
江戸時代、検地の際に間竿（けんざお）と呼ばれる竿で田畑の面積を測量していた。この検地のことを楢下の位置する地域では竿打ちと呼ばれていた。間竿は1間を測るもので、江戸幕府では6尺1寸を1間としていた。楢下でも例に倣って、1655年（明暦元年）上山城主土岐山城守の時代から6尺1寸を1間としていた。しかし、1771年（明暦8年）の城主松平信享時代に5尺9寸を1間とする厳しい竿打ちが強行された。また、それまで洪水により荒れていたため無年貢地となっていた田畑を年貢地に復活するとし、村民は苛酷な仕打ちを受けた。そこで村民の樋山文駄が立ち上がり幾度となく願書を差し出した。この尽力により、どうにか苛酷な竿打ちは阻止された。しかし1773年（安永2年）、樋山文駄は24歳という若さで処刑された。文駄の辞世の句は次の通り。
上下のためになるわれならば　むじつと死てもおしくあるまじ
この句は平林（台の上）に建立された文駄の墓の背面に刻まれている。

### 近代〜現代

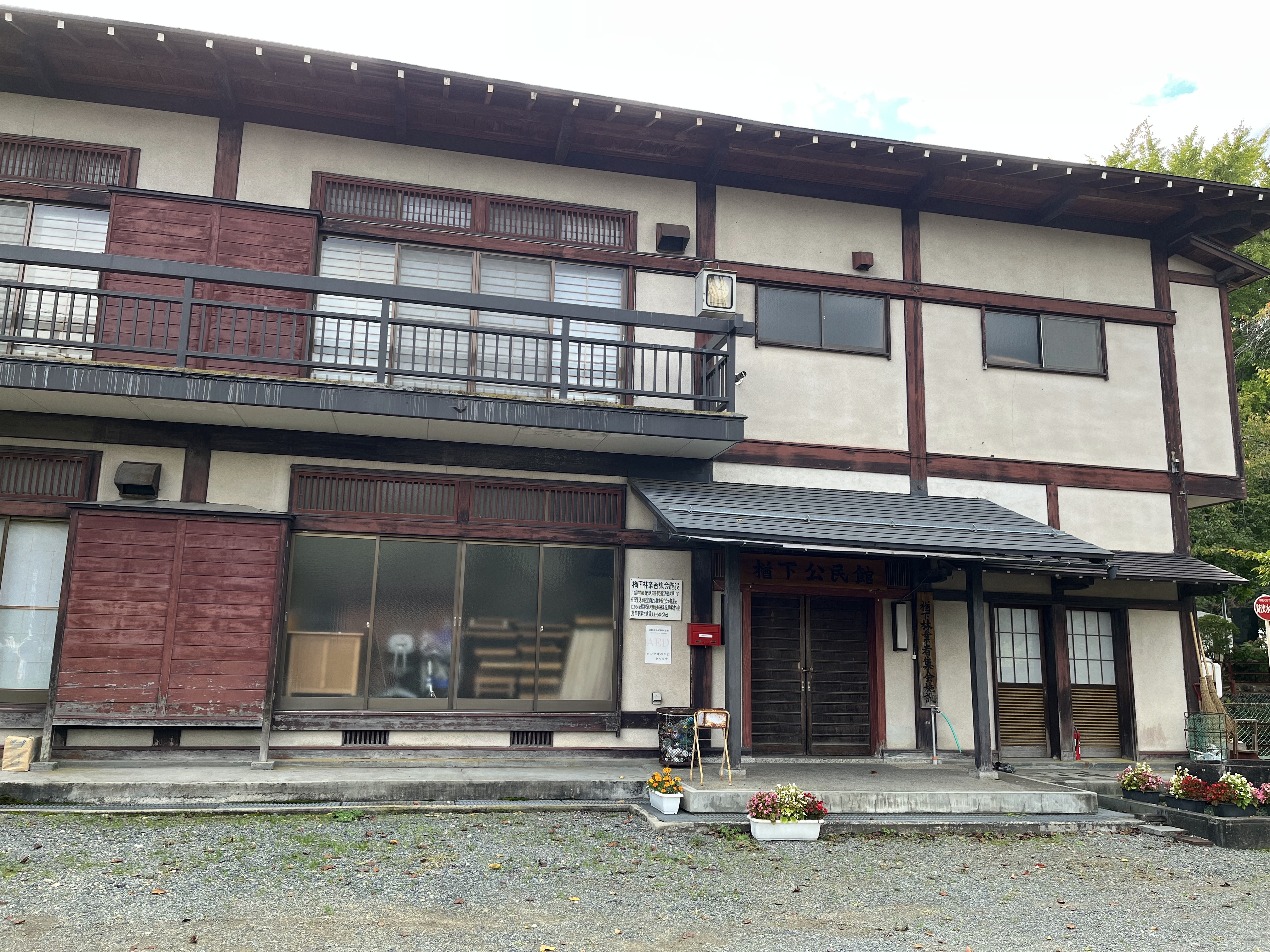
楢下公民館

宿場町である楢下は家屋が密集していたことから、大正から昭和初期にかけては夜警が組織され火災予防に務めていた。期間は春から秋で、地内の4箇所に自身番小屋（町内の番所）を設けて各戸順送りで2名ずつ出勤し、金棒を引いて火の用心を訴えた。
1997年（平成9年）9月11日、楢下宿の街並みと金山峠の道が羽州街道の様子をよく表す地区として国の史跡に選出された。2014年（平成26年）7月、東方地方に停滞していた梅雨前線が台風8号の影響を受け活動が活発になり9日から10日にかけて豪雨に見舞われ金山川が増水。これにより街道の法面が崩落し木橋が損壊。楢下観測地点では9日22~23時の1時間で雨量28mmを記録。同日の24時間では雨量141mmを記録した。また、同地点の水位は氾濫危険水位1.9mに対し、10日午前1:00時点で2.68mに達するほどであった。2019年（令和元年）、地内の赤山橋の大規模改修が実施される。これは産官学連携のもと行われ、東北大・岩手大と上山市が組み最新技術を導入し、地元企業が施行した。

## 楢下宿駅

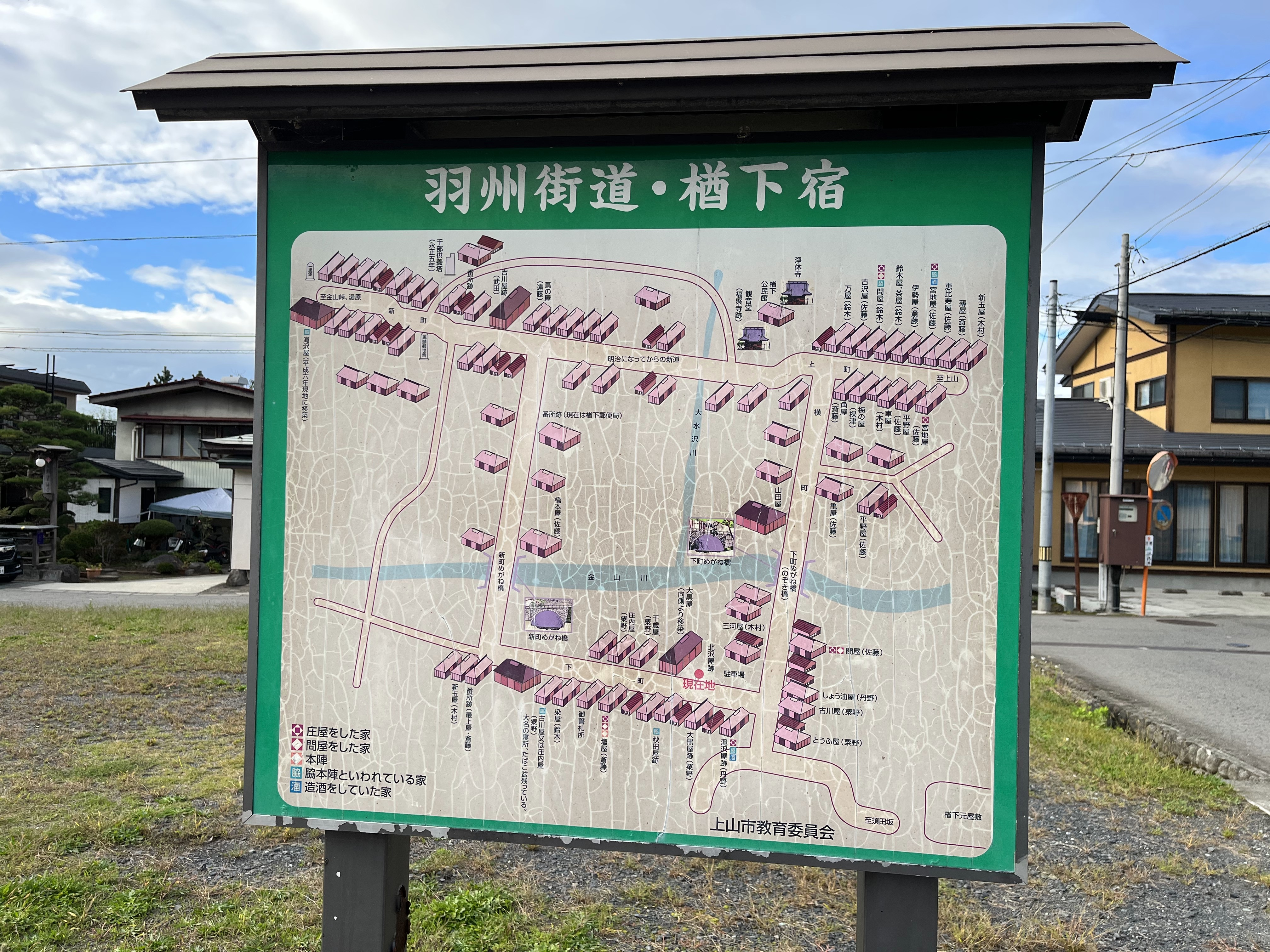
羽州街道・楢下宿 地図

楢下宿駅が形成され始めた時について2つの説があり、現在も定かとなっていない。1つ目の説は、1661年（寛文元年）の洪水により須川右岸の元屋敷・流町から上町・坂の上（横町）に集団移住したとするもの。2つ目の説は、1625年（寛永2年）に本庄街道が改修されたため、参勤交代などの通行の利便性を考慮し移住したとするもの。1661年（または1625年）に上町方面に移住したことで楢下宿駅が形成されていった。移転前は下町に番所や本陣、問屋など重要な機関があったため、下町を本町と呼んでいたとの文献が残っている。また、1757年（宝暦7年）の大洪水により下町21軒流失。被災者約20名が新町に集団移住した。これにより現在の集落形態となった。

### 楢下宿駅の主な旧家
秋田屋（仮本陣・脇本陣）

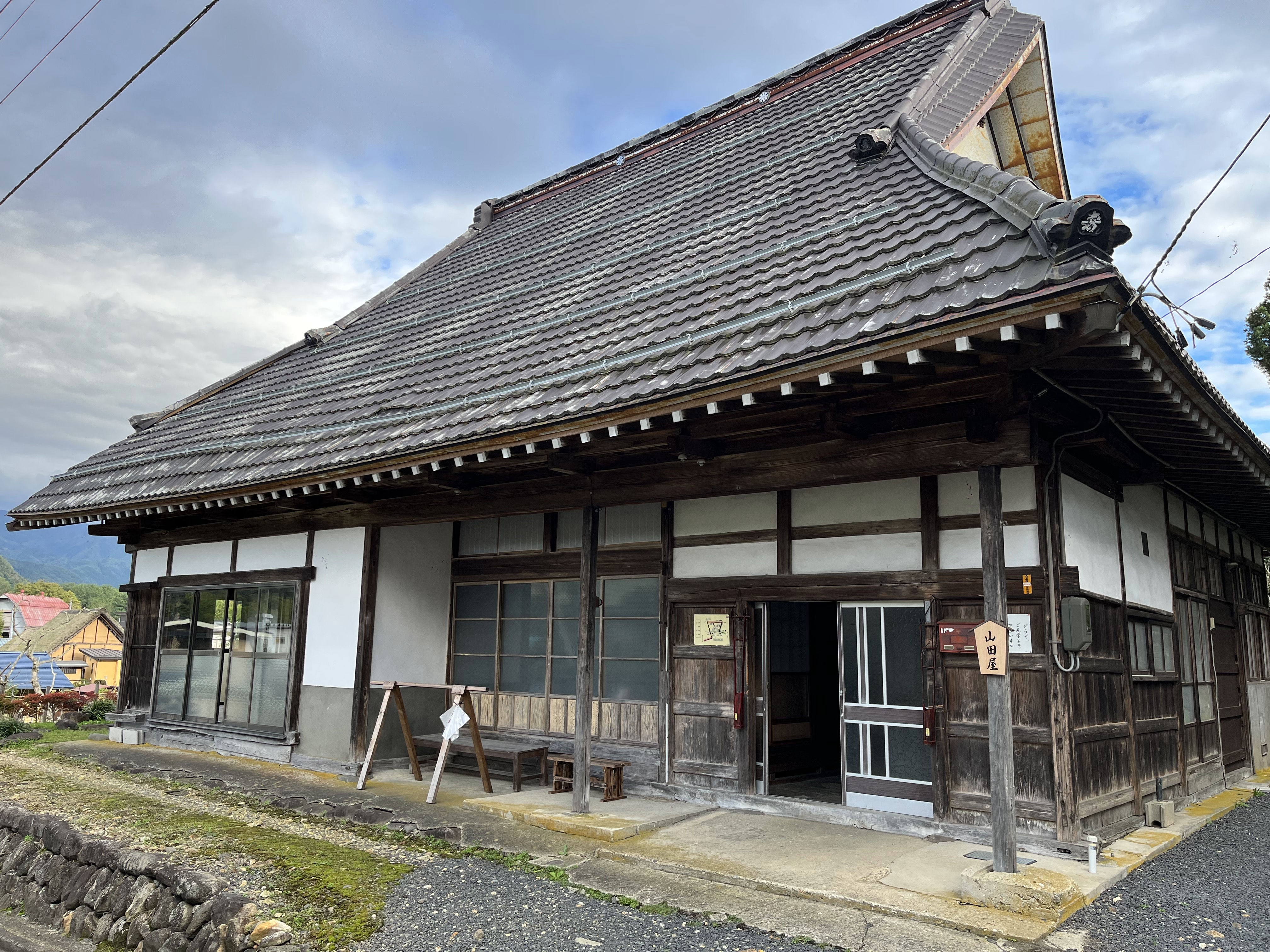
山田屋

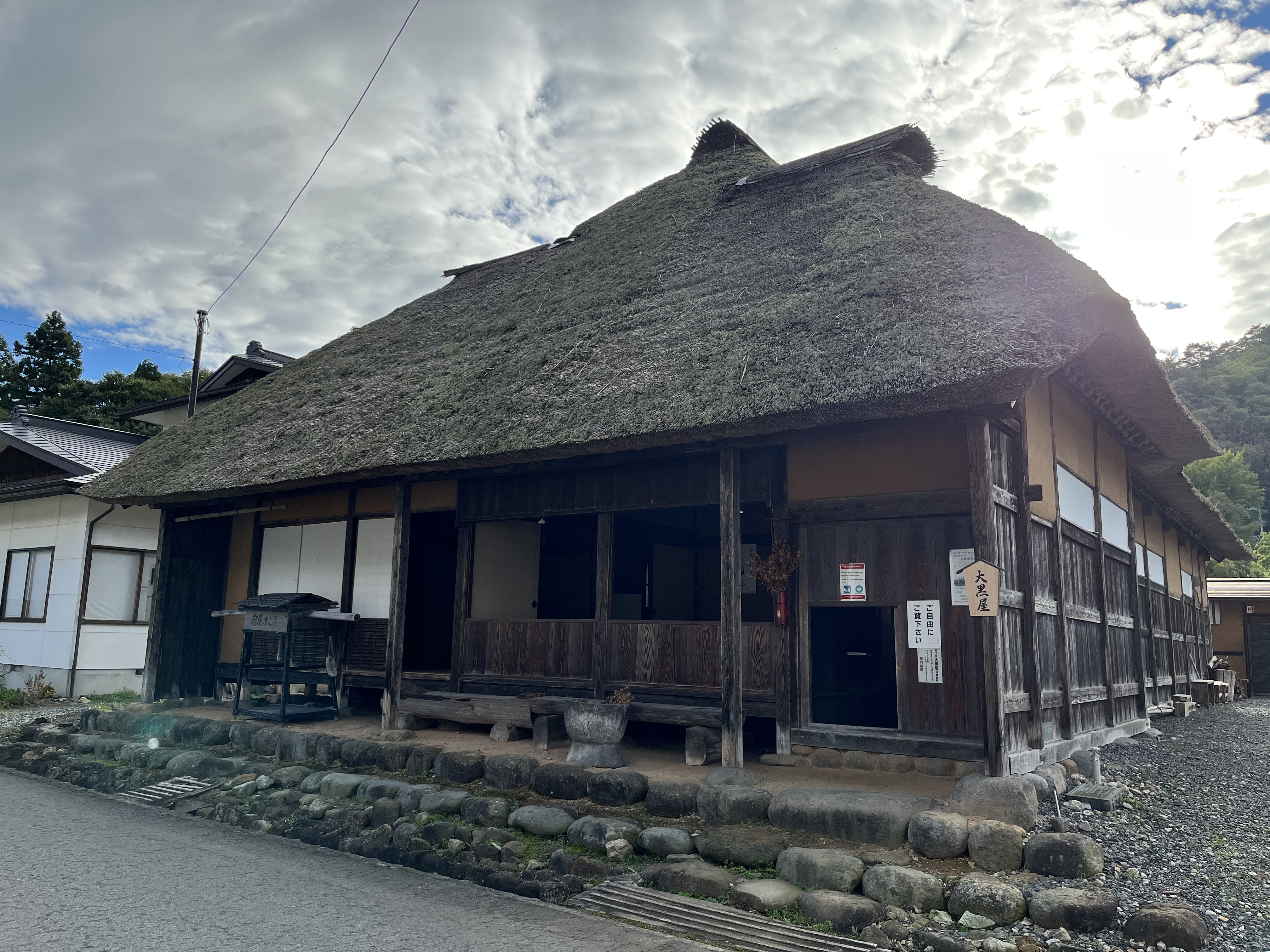
大黒屋

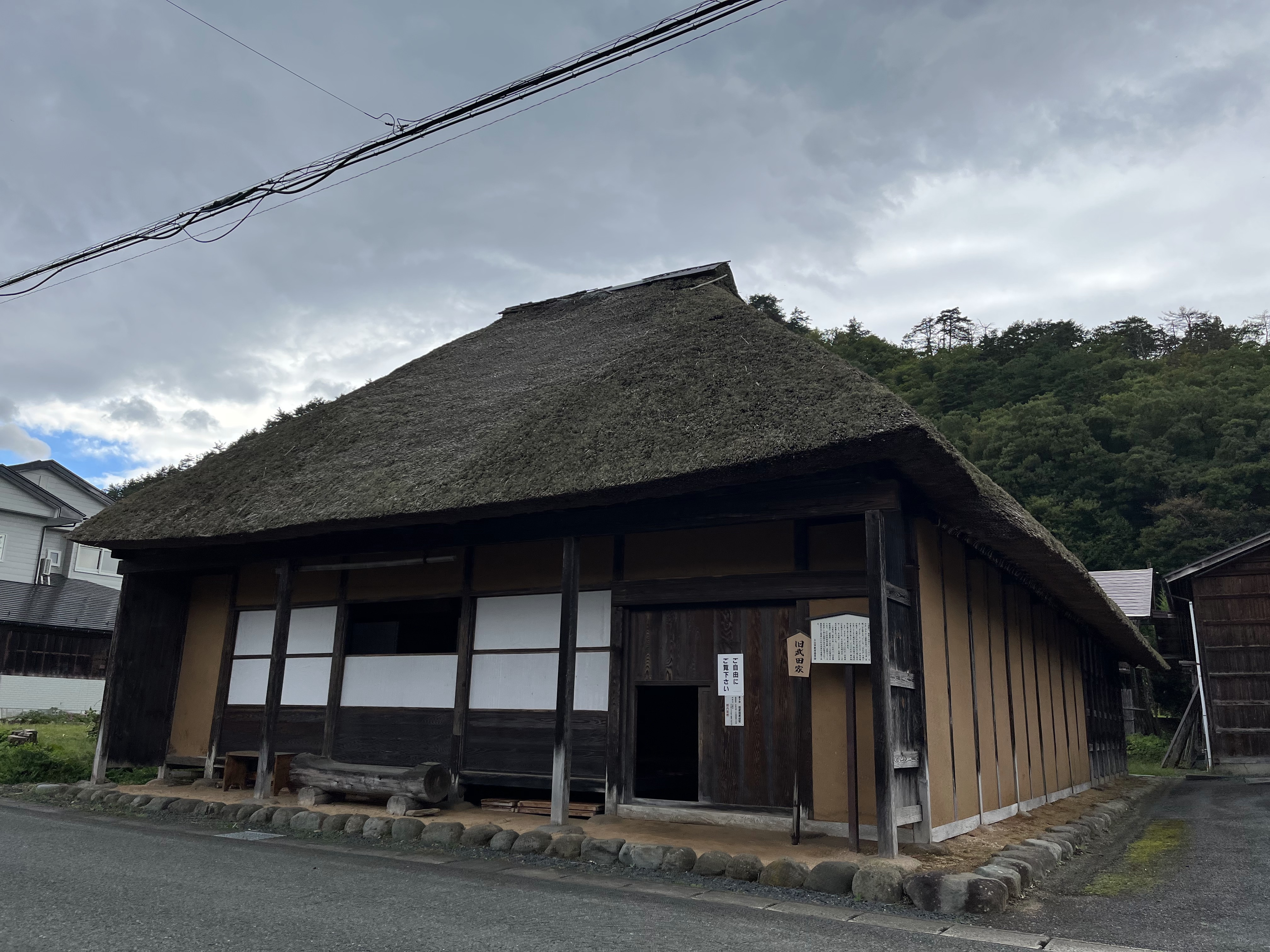
旧武田家

久保田（秋田）藩の佐竹候の定宿で元々下町に居住していた。そのため、佐竹候の宿札が保存されている。他にも巡見使宿泊や庄屋を務めた記録が残っている。
古川屋・庄内屋（仮本陣・脇本陣）

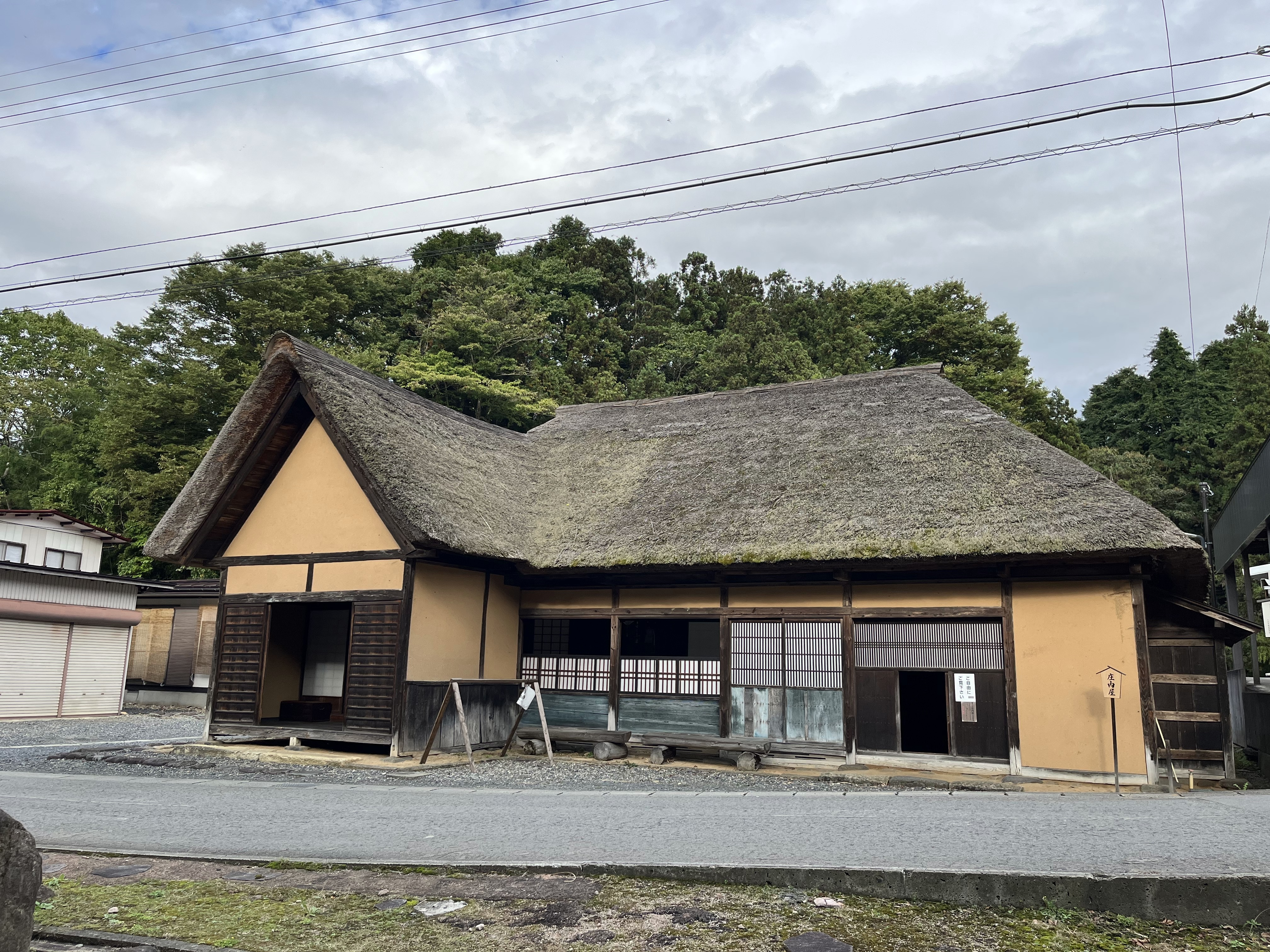
庄内屋

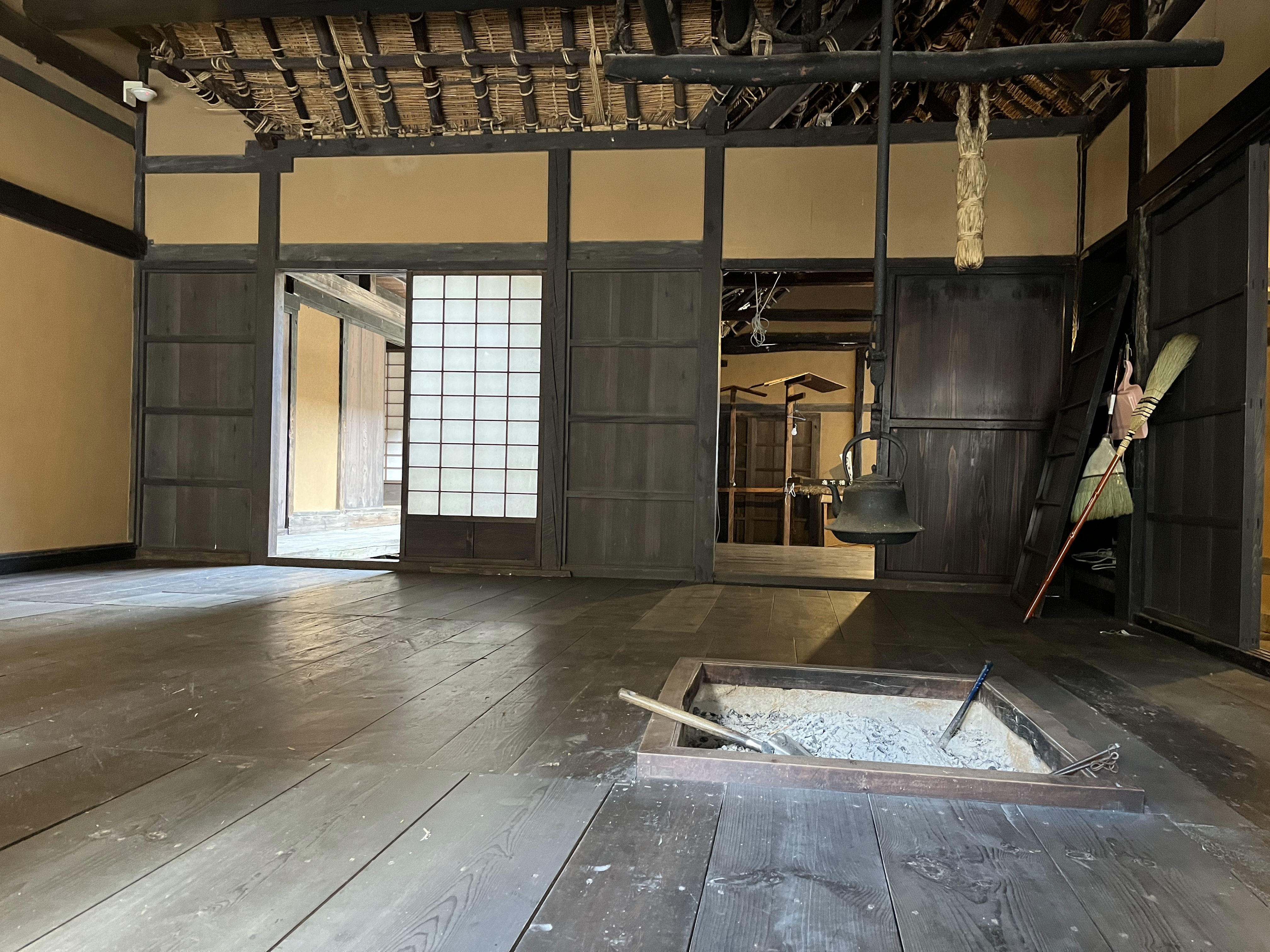
庄内屋内観

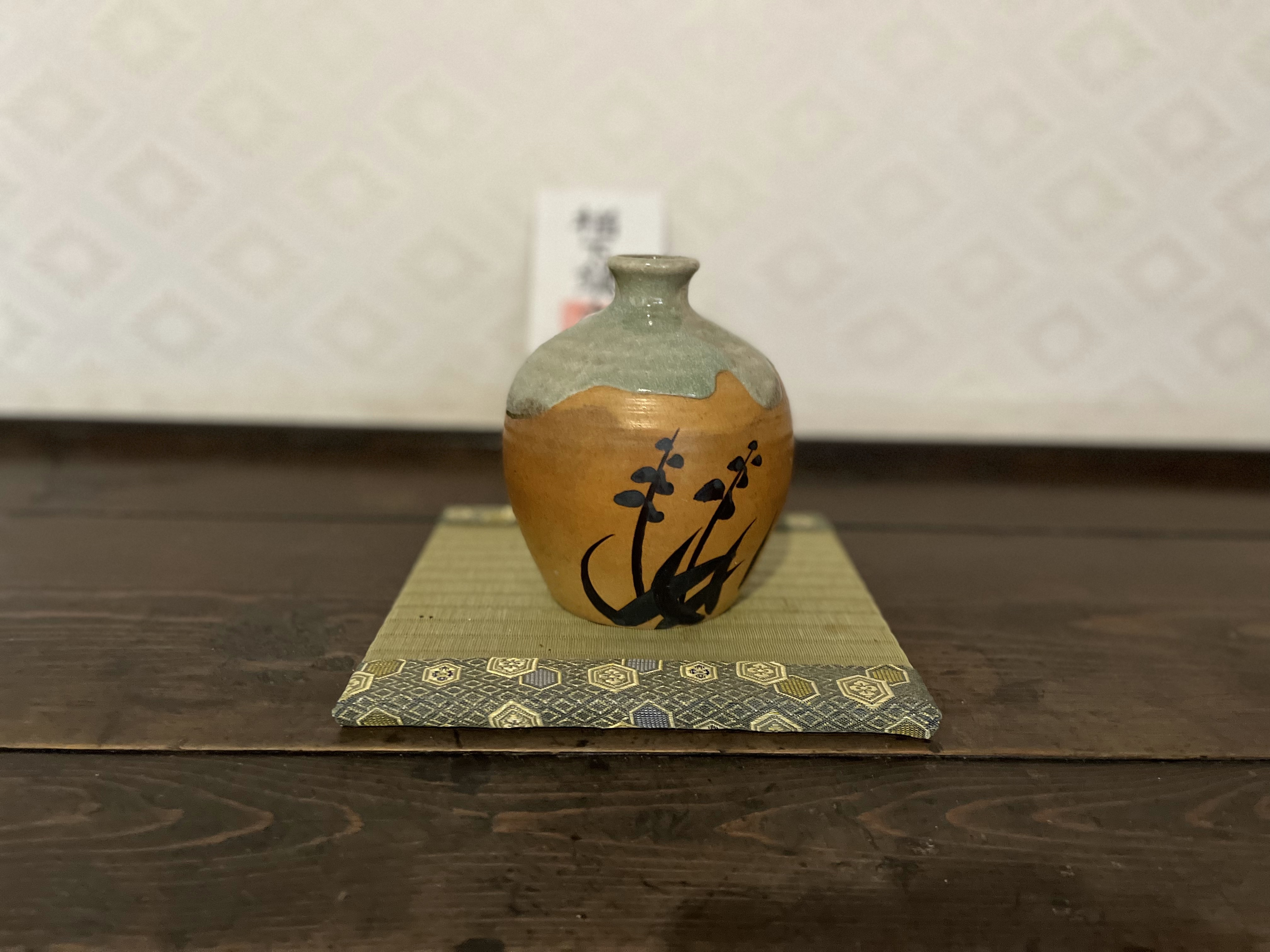
庄内屋のつぼ

元徳川四天王の1人、鶴岡藩の酒井候の定宿。殿様が使用したとされる唐金の煙草盆2組や酒井候の宿札が保存されており、旧家屋は市の文化財に選出されている。これは1750年（寛延3年）ごろに建てられたと思われ、楢下地内で一番古い建屋。
宮地屋（脇本陣）
1661年（元禄元年）以前からある酒造家。楢下より須川の対岸にある宮川の水で作った宮川銘酒を醸造しており宮川から水を肩に担ぎ下町の坂を運んでいたとされ、1661年（寛文元年）に上町に移ったと記録がある。また、庄屋・大庄屋を務めたとの記録が多く残っている。1838年（天保9年）4月3日に起きた皆沢で火事により被害を受けた8軒に米1俵ずつ見舞いをしたとの記録も残されている。
滝沢屋（脇本陣）

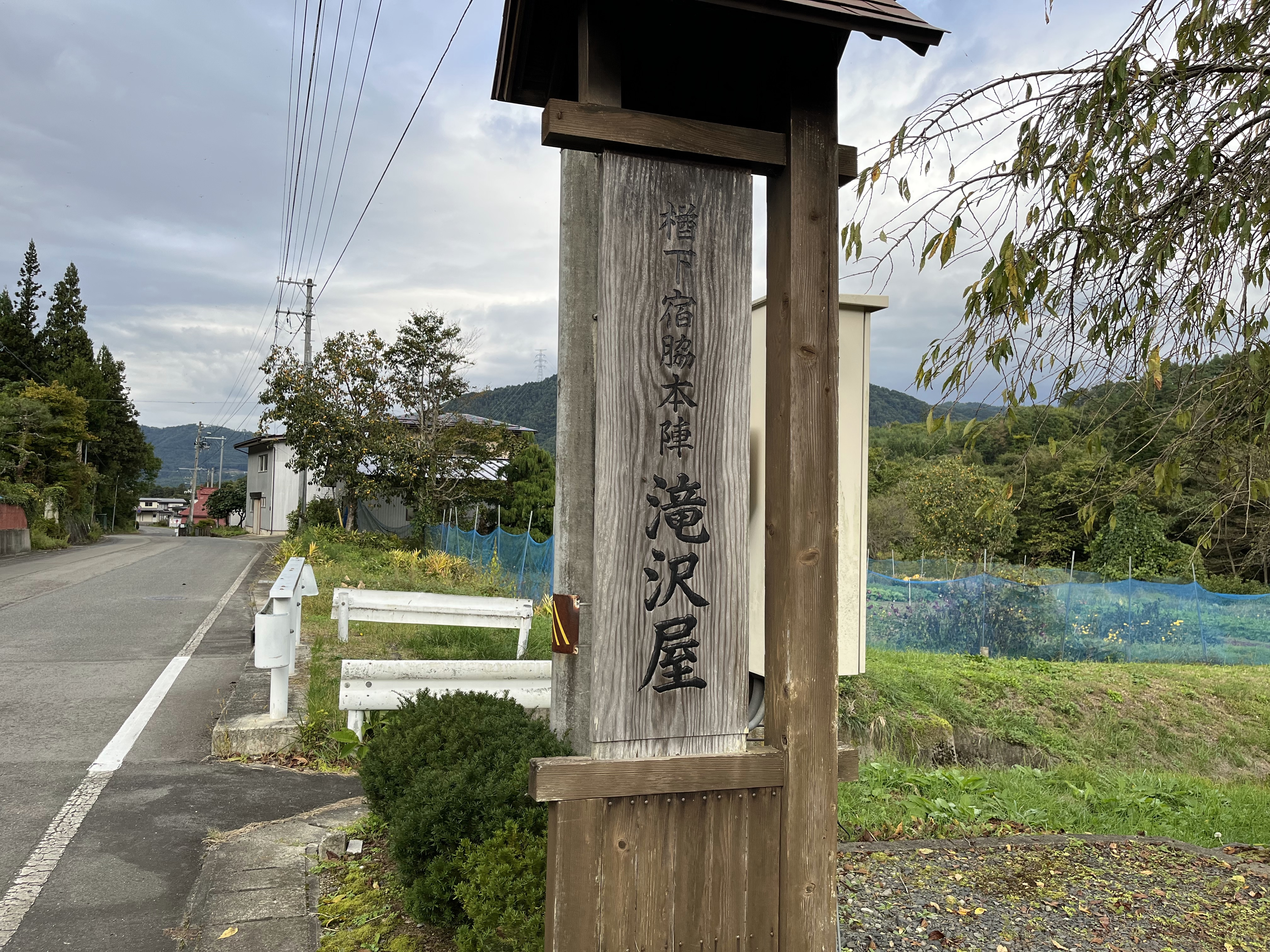
滝沢屋　看板

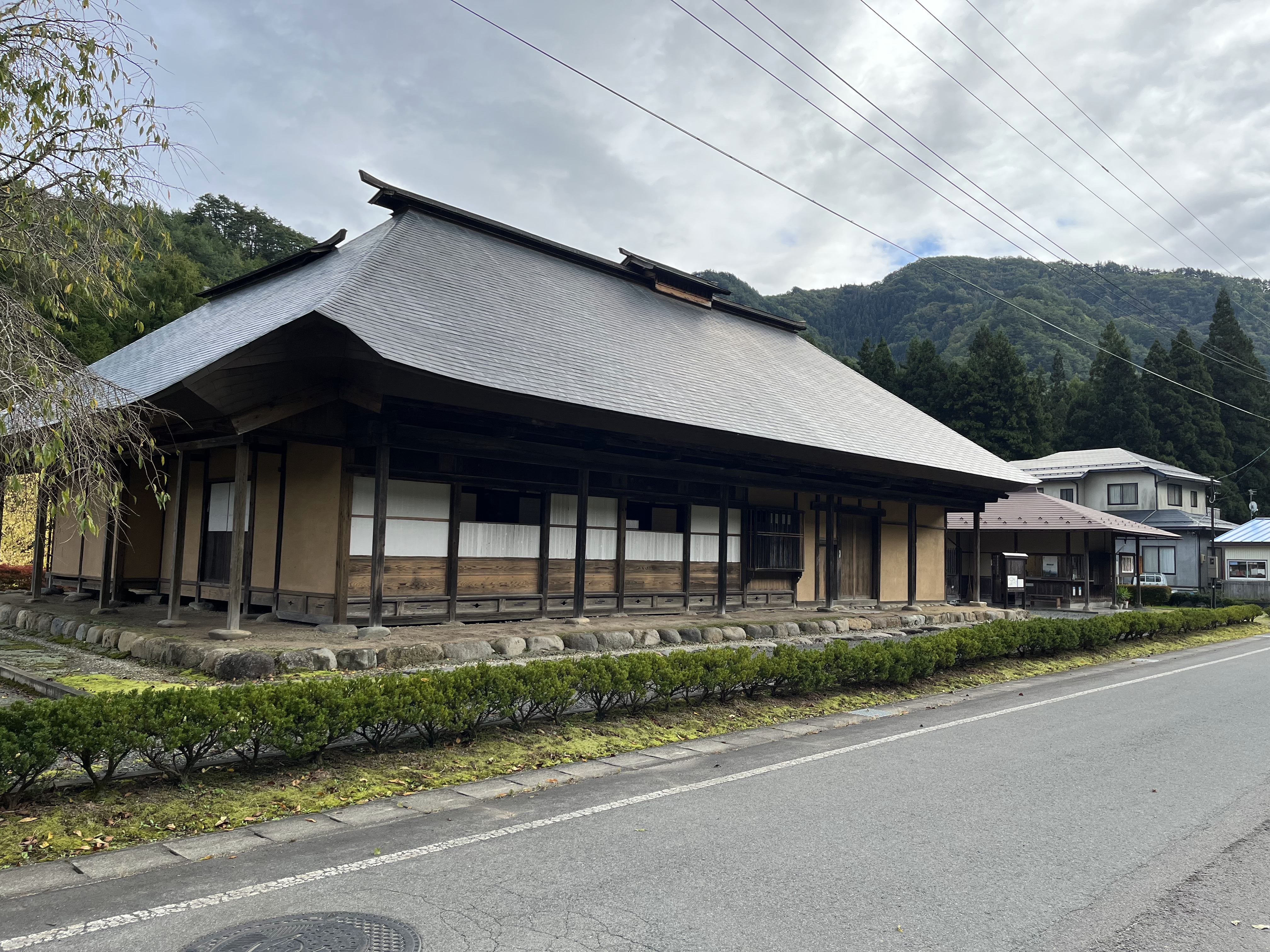
滝沢屋

宮地屋と同様、元禄以前からある酒造家。滝沢川の水で作った銘酒を醸造しており、その看板の下書き2枚が表具して保存されている。他にも大名・巡見使の宿札も保存されている。家の玄関にある開門（ひらきもん）は殿様から許可され造った門とされている。また、当家の家紋「並び瓶子」は殿様から直に頂いた門との伝聞がある。1757年（宝暦7年）の大洪水の際、流失したものの重要性から再建されたとされている。
大場小次郎（大馬喰）

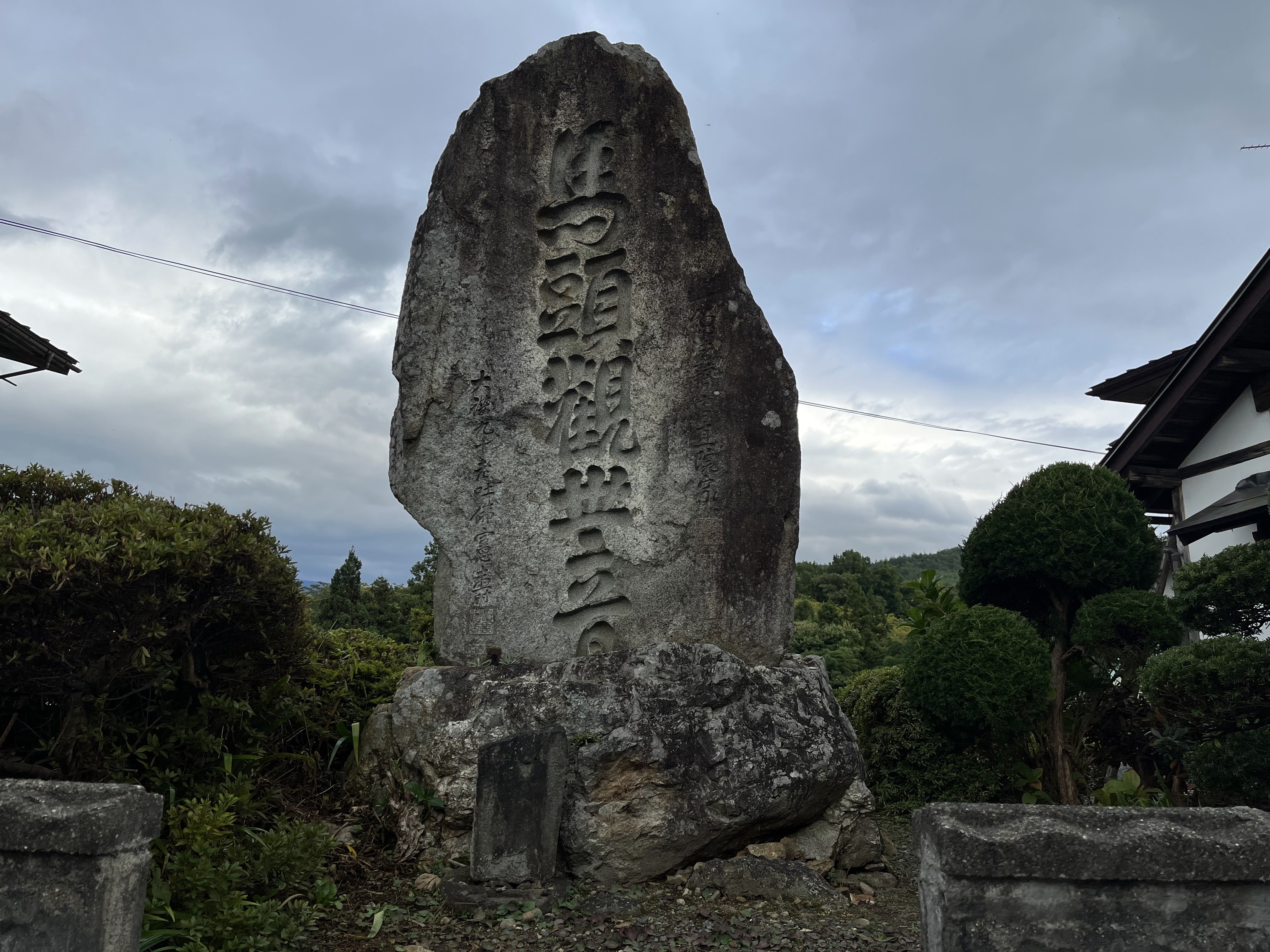
楢下の馬頭観音

近郷にも名が知れた大馬喰（牛や馬の仲買商人）で名字と帯刀が認められたいた。1857年（安政4年）には佐藤幸作の屋敷内に馬頭観世音塔を建立。これは楢下の近郷では珍しかった。
鈴木嘉加
石田三成の家臣鈴木嘉加（鈴木嘉内の祖先）が関ヶ原の戦いに敗れて敗走。楢下に流れ着き大農として土着した。1661年（寛文元年）以降は問屋や脇本陣、庄屋を務めた。また巡見使が宿泊したとの記録も残っている。問屋は全ての荷物を宿駅から宿駅へ取り次ぐ重要な役割を担っていたため、常に人馬を備える必要があった。そのため、楢下の人馬のみでは賄いきれなく助郷制を利用し、本庄郷・西郷・牧之郷・生居郷の17ヶ村と助郷関係があった。当家の表の柱に馬を繋いでいた金輪や楢下宿駅人馬車継立所の看板が残っている。昔、橋掛替えの際は当時の当主鈴木嘉平が功績を残したとし、その功績を讃えて須川に架かる橋に嘉平橋と名付けられた。

## 名所・寺社

### 大乗山浄休寺

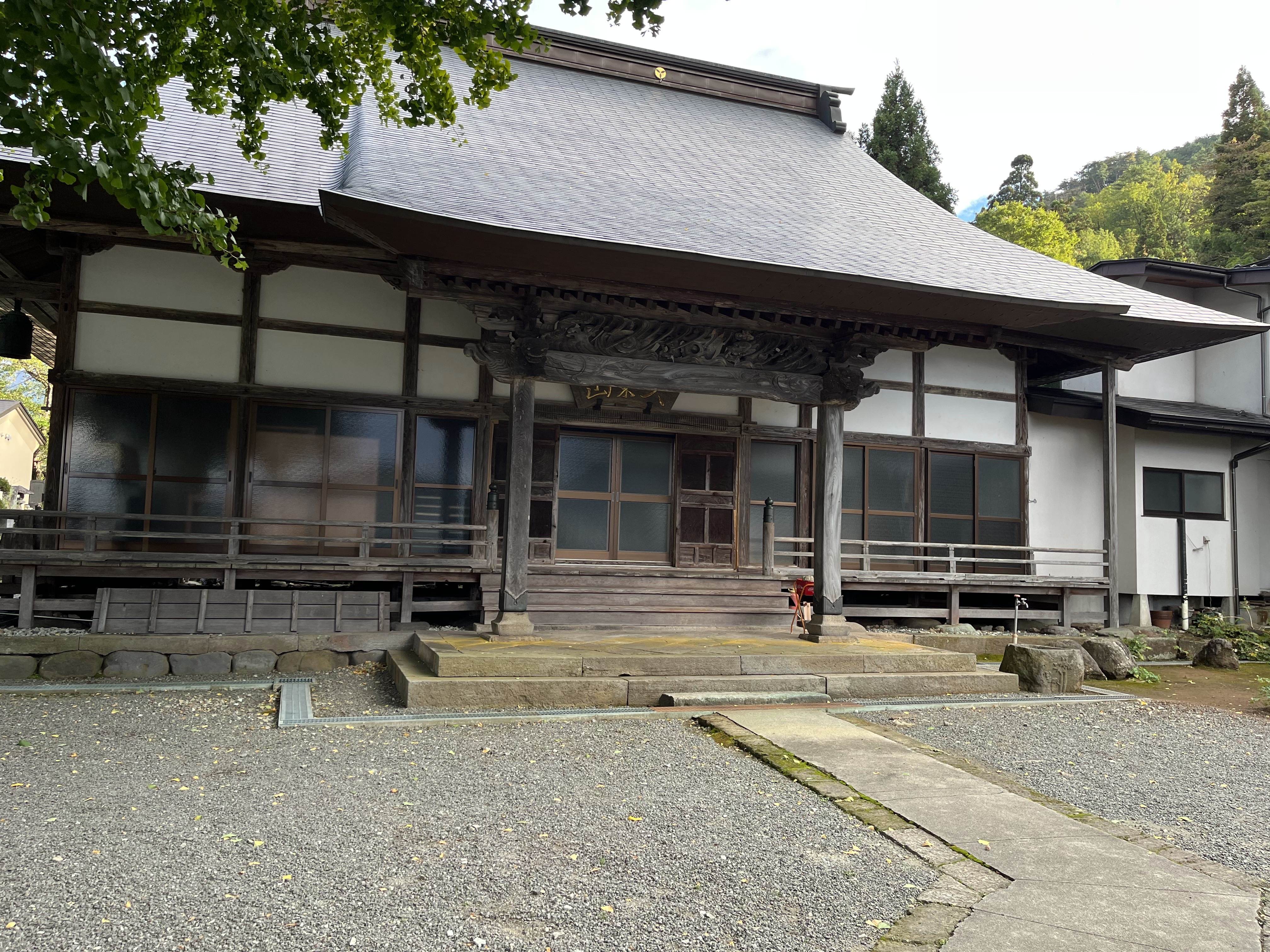
浄休寺

加賀国の住人清水十太夫定清が1521年（大永元年）に開基した寺。定清は山形市の専称寺二世教証房の弟子となり定清と称するようになった。開創の際は、近郷原口の興左衛門の向かい側に建てられ、その後須田坂に移り、1753年（宝暦3年）に楢下に移転。それから約20年後の1775年（安永4年）3月10日御堂が焼失。同年秋に阿弥陀地村の古家を買い取り造作（木工事）が完成。その後、本堂を再建した。

### 如意山福聚寺
山形市薬師町伯山寺の末寺として和尚順応が1713年（正徳3年）に開基。本尊は正観世音菩薩。1872年（明治5年）廃寺。1923年（大正12年）冬に全焼する火災の際は、武田林七が本尊を取り出し浄休寺に数年仮御堂することとなった。1933年（昭和8年）、寄付金で観音堂が再建された。

### 眼鏡橋（川久保橋・覗橋）

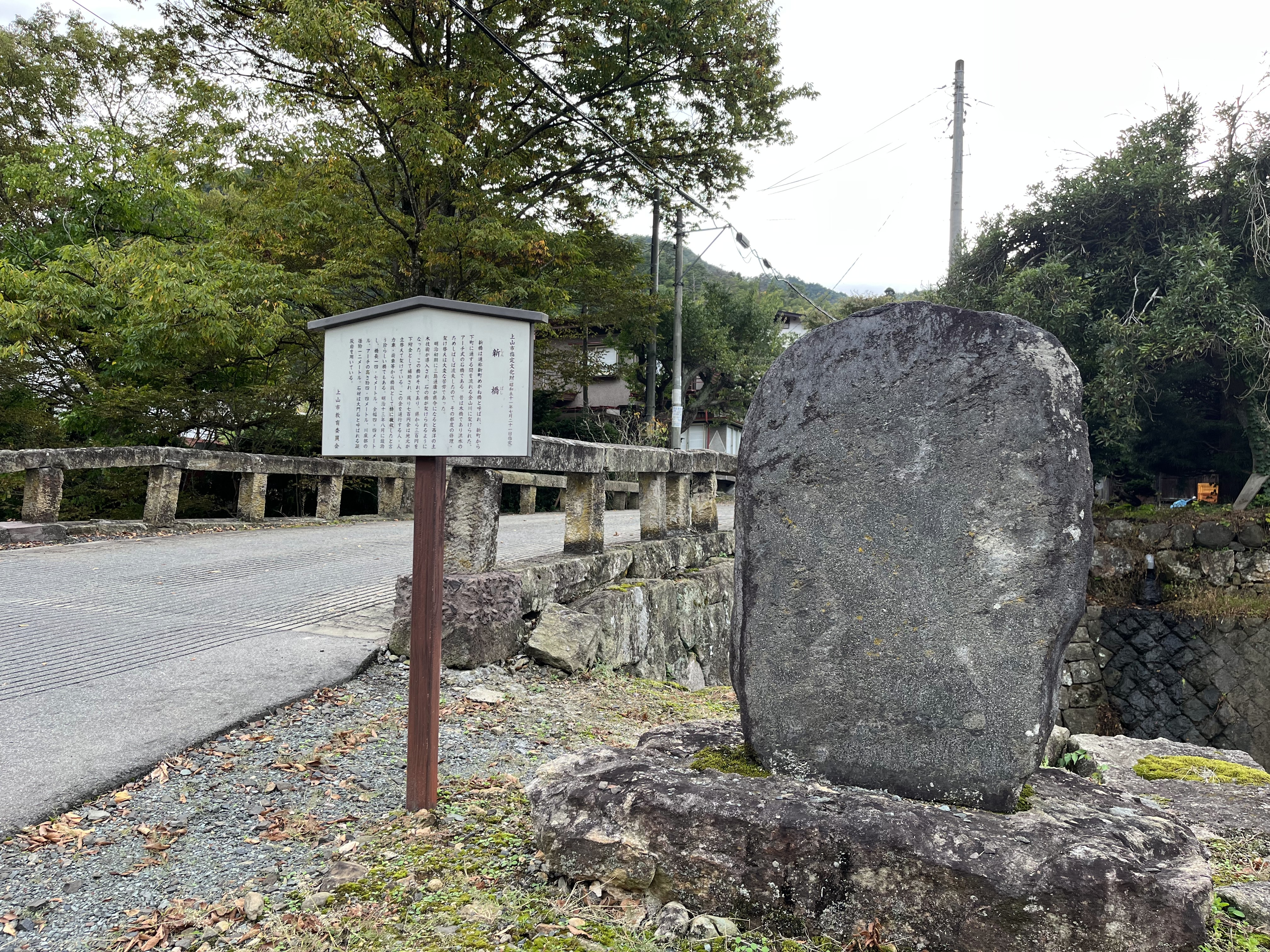
眼鏡橋（新町） 看板

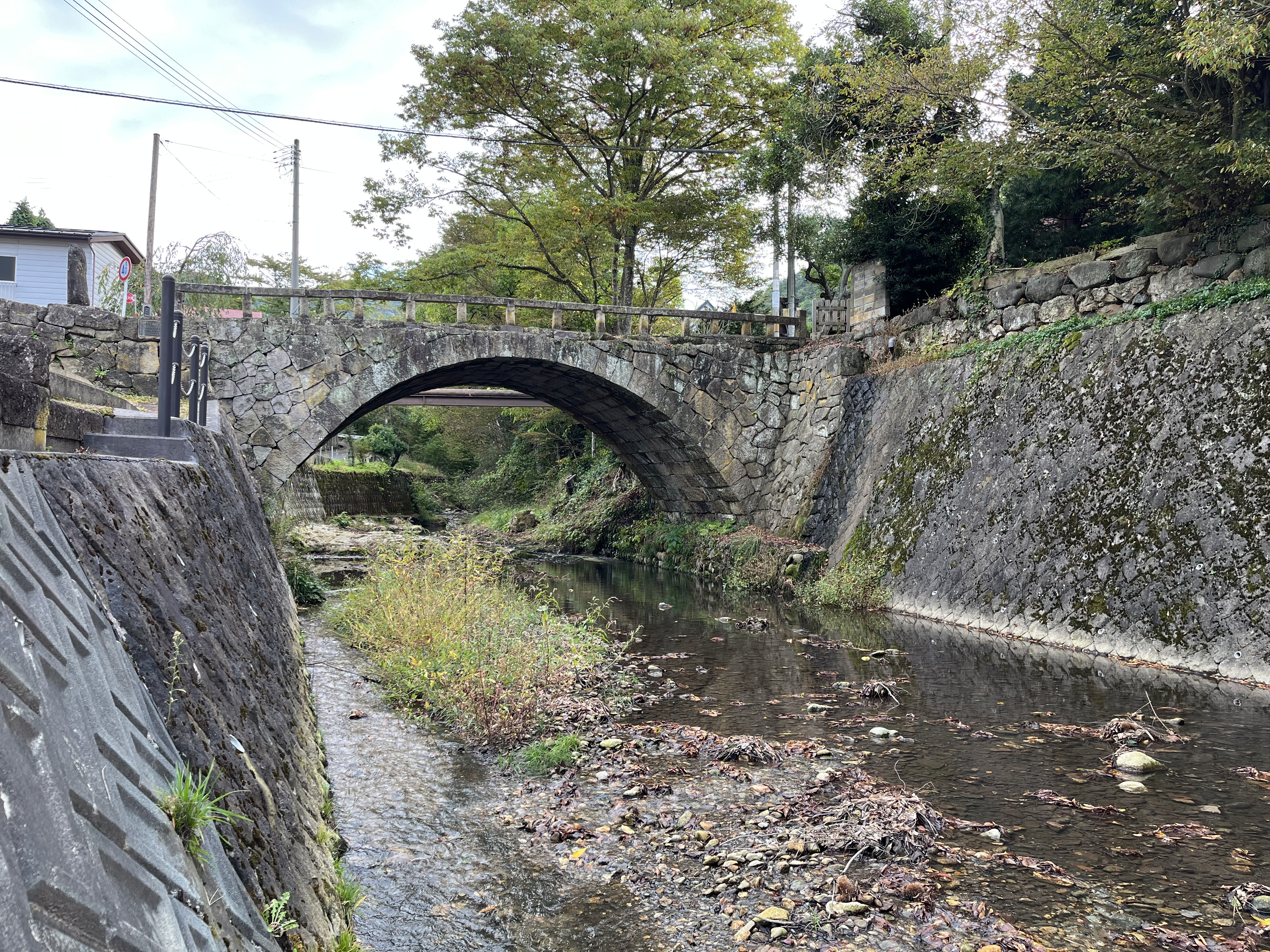
下から覗く眼鏡橋（新町）

眼鏡橋は楢下の新町に位置し、石造りになる前は川久保橋と呼ばれている。江戸時代、眼鏡橋は木造だったため大きな洪水がある度に流されていて架け替えの必要があった。そのため、1880年（明治13年）には山形県令（現在の知事にあたる役職）三島通庸に石橋への架け替え願い出る。南村山郡長村山楯朝が陣頭に立ち地元民が一丸となったこともあり、願い出は受理され工事が行われることとなった。石材は大門石、欄干石は滝沢石を使用している。総工費1001円75銭3厘。うち300円は南村山郡が助成し、残りの約700円は地区内の有力者15名が出資した。立替金なので返済する為、当初は橋銭を徴収していたものの諸事情により1883年（明治16年）9月までで廃止した。

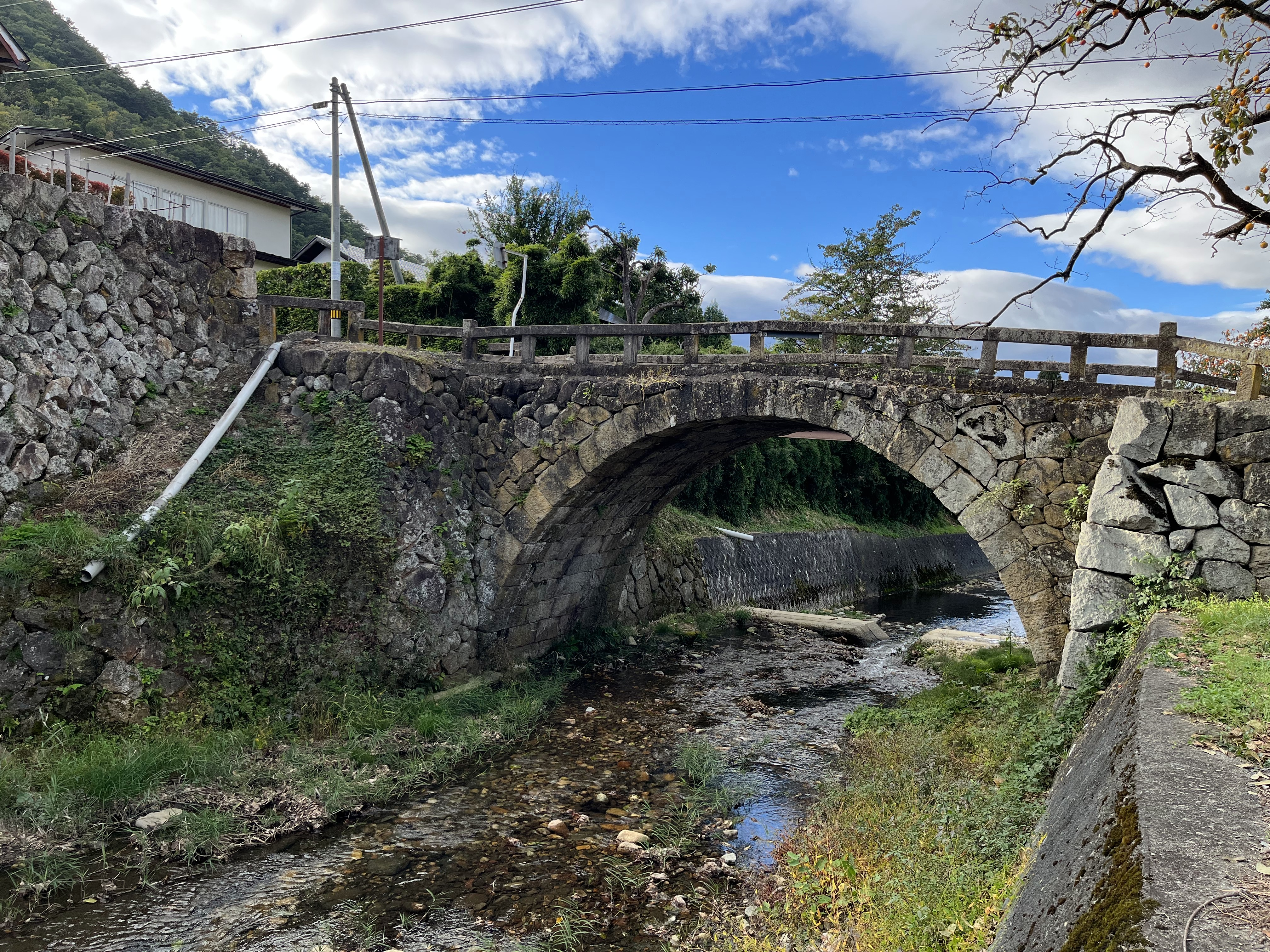
眼鏡橋（下町）

1882年（明治15年）には下町にも眼鏡橋（覗橋）が完成。1976年（昭和51年）新町と下町の眼鏡橋ともに上山市文化財に指定された。

## 文化・暮らし

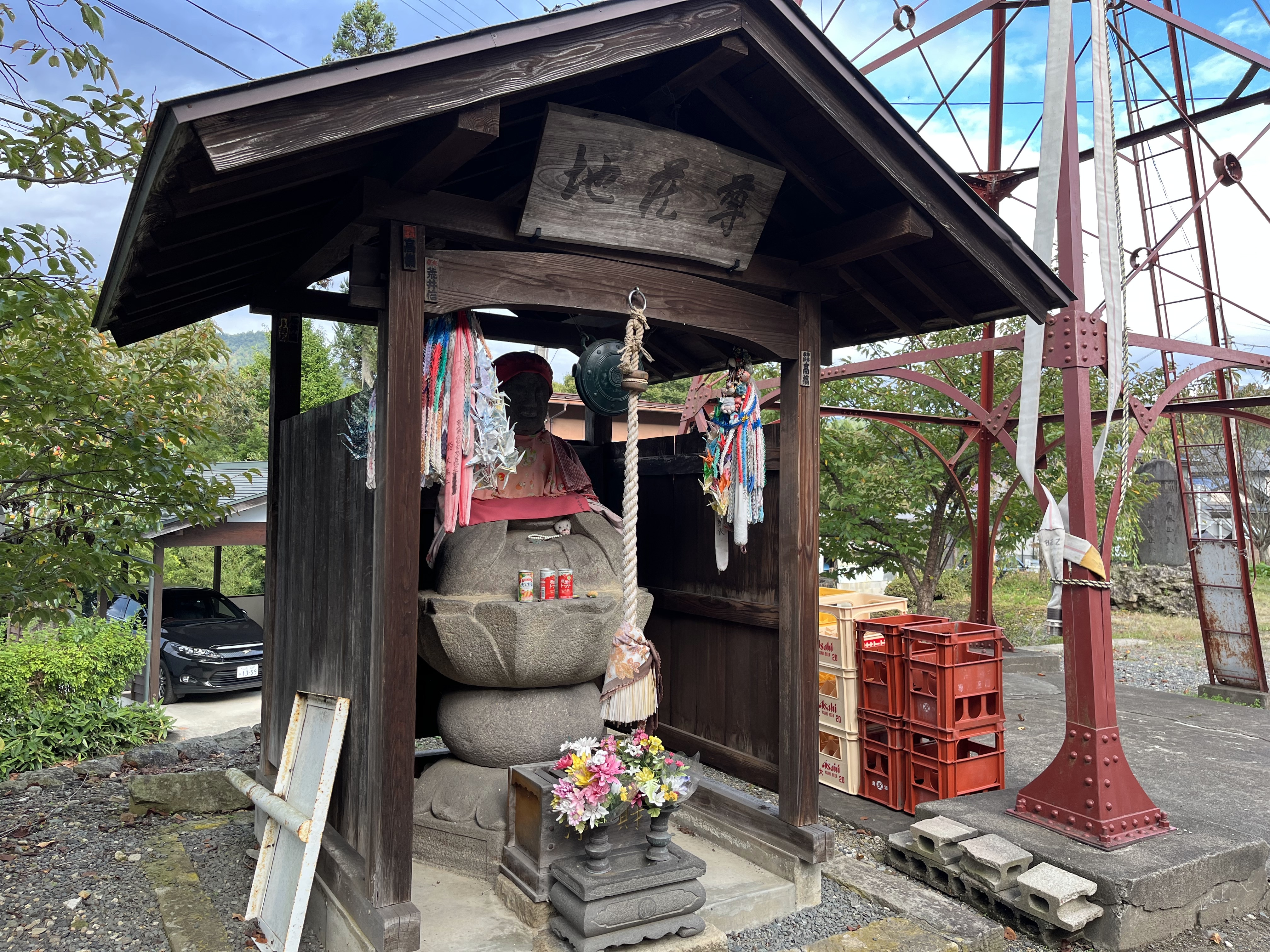
楢下の地蔵堂

### 楢下消防団
楢下消防団（一心会）は地区内の火災水害の防備するだけでなく、窃盗などの治安風紀も取り締まっていた団体。主に治安風紀を取り締まっていたのは当団体の幹部だった。神楽・浪曲・祭文・人形劇などの興行に関しても消防団の許可なく催すことはできなかった。他にも結婚式の警備にも役員12名立ち会っていた。また幹部は地内での放歌を禁じる他、青年の長髪も禁止していた。

### 若妻会・婦人会
楢下の女性が会員で「若妻会」は20~35歳くらいの女性、「婦人会」はそれ以上の女性で構成されていたが2000年代後半になくなった。原因は市街地に働きに出る女性が増えたことや役員などのしがらみによる人間関係の悪化、村民の高齢化。当時の主な活動は、料理教室、行事の手伝い、夏祭りで行われる「とっくり踊り」などで、一時は化粧の指導や生理用品の販売も行われていた。尚、若妻会と婦人会で活動内容に大きな差はない。1979年（昭和54年）、赤山で大火事があった際は両会で炊き出しを行った。前述したように2000年代後半に両会供に解散したものの、有事の炊き出しなどの機能が無いことが危惧され集落内の年長者により「ばあちゃんずくらぶ」が結成された。「ばあちゃんずくらぶ」は、現在観光客に郷土料理は振る舞っており、10~5月の間はご飯の代わりに「納豆炙り餅」という楢下のごく一部の家庭で作られてきた特有の料理が提供される。

### 観音講

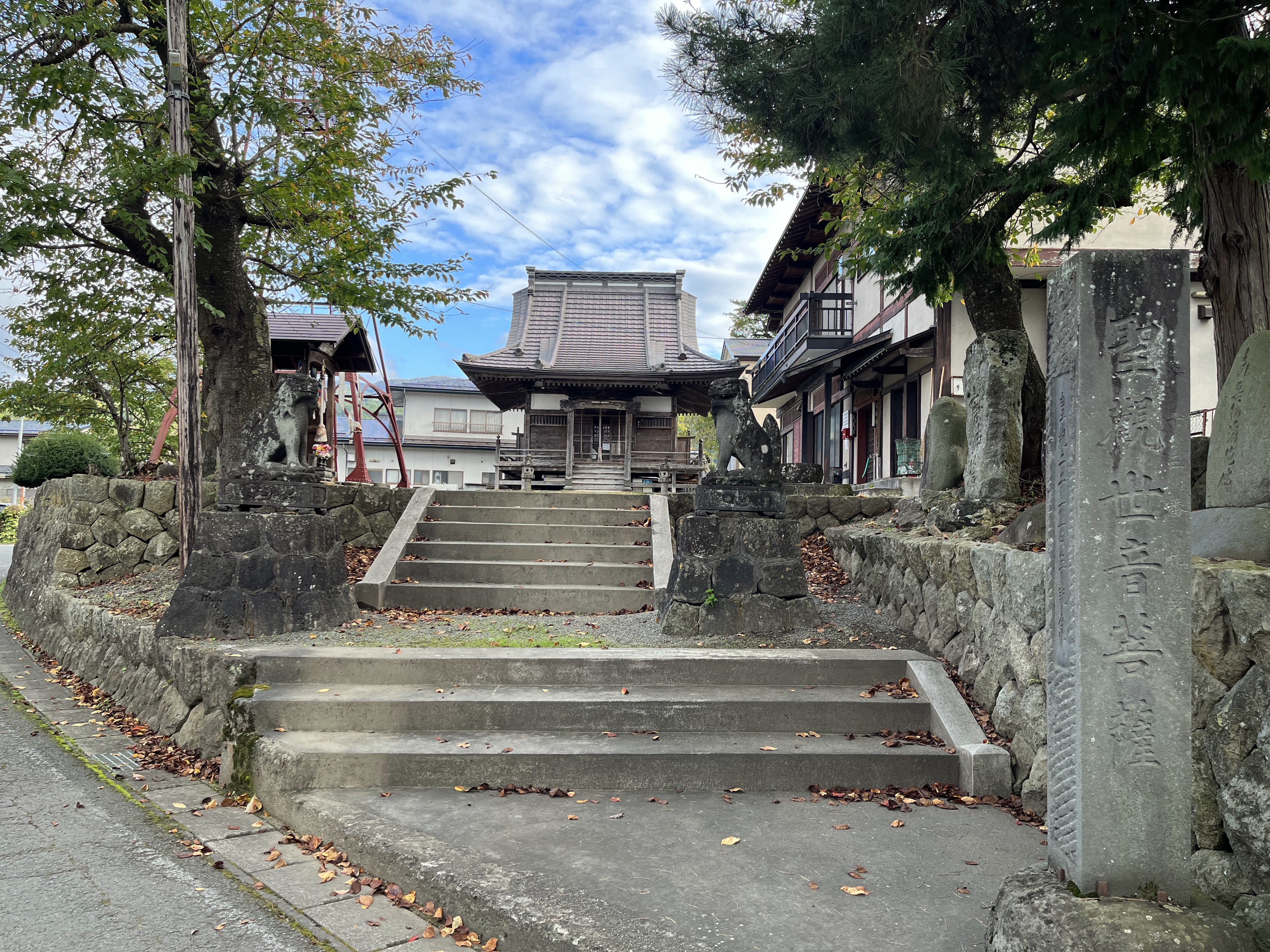
観音堂入り口

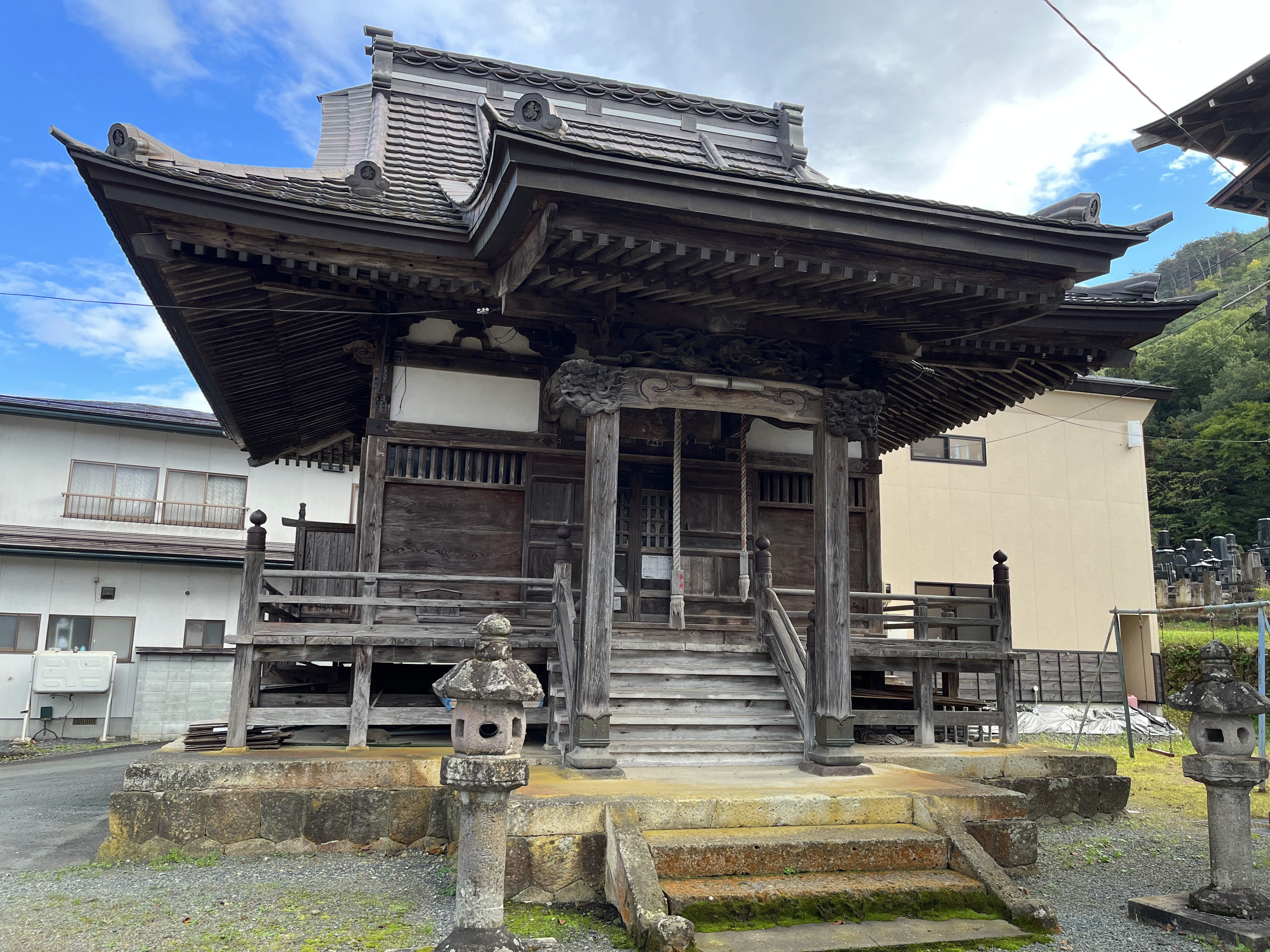
観音堂

村の全戸が会員の女性限定の集会で、毎月観音堂にて葬儀の時に使われる御詠歌を習う。しかし、近年家で葬式を行うことが減り御詠歌を覚える必要性が減ったことや社会状況が変わったことから、一部が存続に疑問を呈している。過去には観音講が中止になった年があったものの、その際火事が起こり「観音講をやめると火事が起こる」と信じられるようになった。

### 夜這い
夜這いは楢下だけでなく近郷全般に渡り大正末期から昭和初期にかけて流行していた。夜這いは4月～8月に限定され行われていて、家付きの娘には手を出さず奉公人を対象としていた。当時は養蚕が盛んだったため大農家には4~5人の奉公人が居たことも大きな要因とされている。現代では人権侵害にあたるものの、当時は悪い風習程度に捉えられてた。前述した楢下消防団も治安維持に努めていたものの、夜這いを防ぐことはできなかった。

## 祭事

### いわいわ祭り
2月中旬（以前は1月15日）に行われる無病息災、村の安全、五穀豊穣を願う祭り。祭りではお札や門松を燃やし、その火に団子を焼いて食べる。一時はされる時期があったものの、平成に入り規模を縮小することで復活した。

### 春祭り
4月29日に行われる鎮守の神明神社の祭り。1987年（昭和62年）以降は、社会状況を鑑みて別日で行われていた古峰神社、金華山神社、竹駒神社、不動明王神社、山神神社の祭りを合祭するようになった。参拝者には地元に女性陣が主体となって作った料理（くひたちのおひたし、ちくわ、こんにゃくなど）が振る舞われる。以前は参拝は山の上にある神明神社で行われていたものの、高齢化に伴い公民館で参拝が行われるようになった。その為、それまで神明神社まで運んでいた料理も公民館で振る舞われるようになった。しかし、現在は料理を出す機会も減り、「おまる」と呼ばれる団子とお菓子が出されるようになった。

### 夏祭り
8月10日に観音堂で開催される祭りで、観音様祭りとも呼ばれている。夏祭りでは地元の女性が法被を着てとっくりを持って踊る「とっくり踊り」が披露される。これは、むかし佐竹公が楢下に宿泊した際に地元の女衆が披露したのが起源とされている。「とっくり踊り」は婦人会・若妻会が保存継承してきて、現在は「とっくり踊りの保存会」がその役を担っている。以前は夏祭りの2日前（8月8日）に「雷神様祭り」と呼ばれる祭りがあり山の中腹にある祠まで箱提灯を手に参拝に行っていた。しかし、現在は行われていない。

## 交通

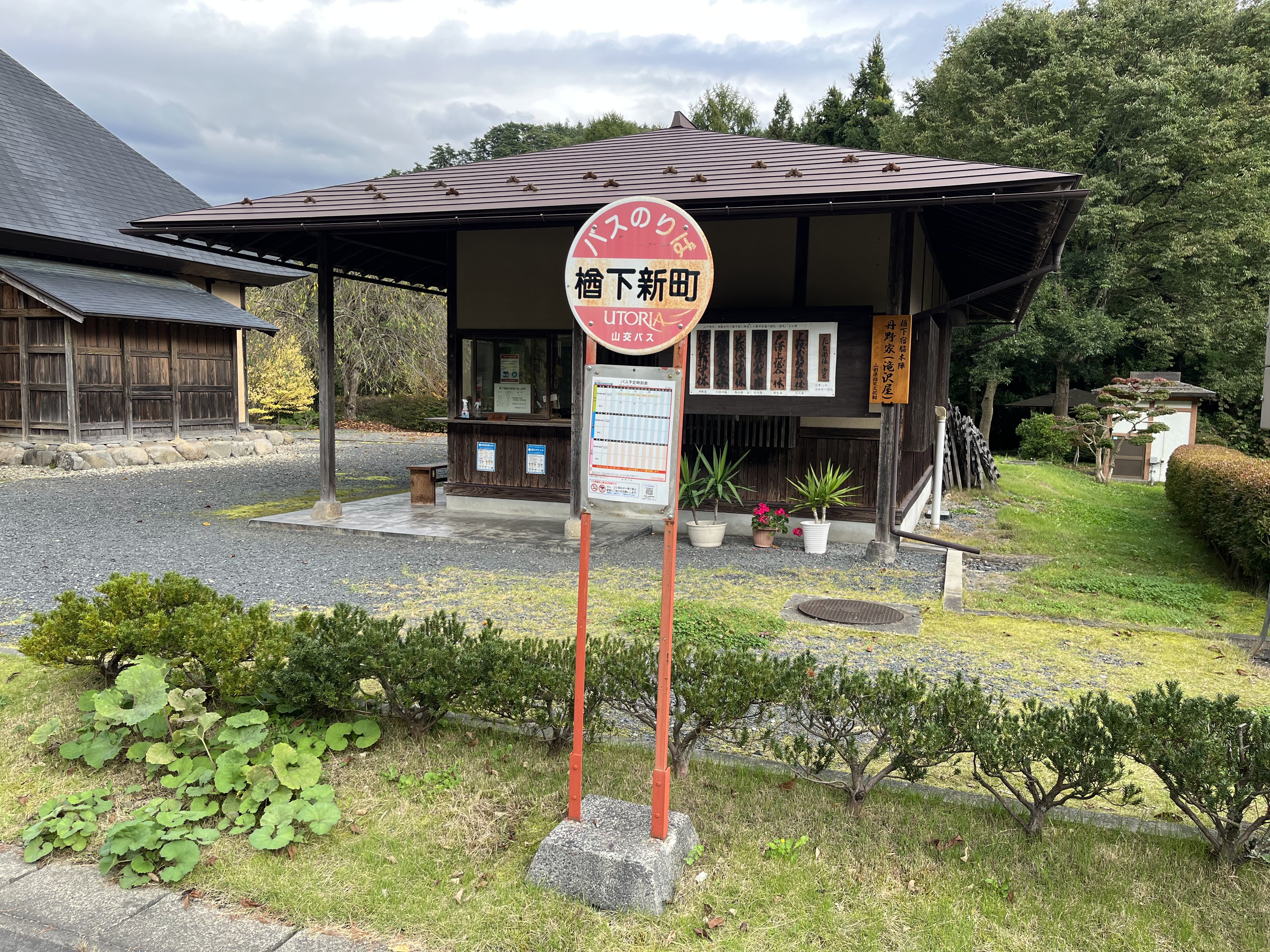
楢下新町バス停

- 山交バス　上山-赤山[36]（2023年9月30日をもって路線を廃止）